# Pont (région)
Pour les articles homonymes, voir Pont (homonymie).

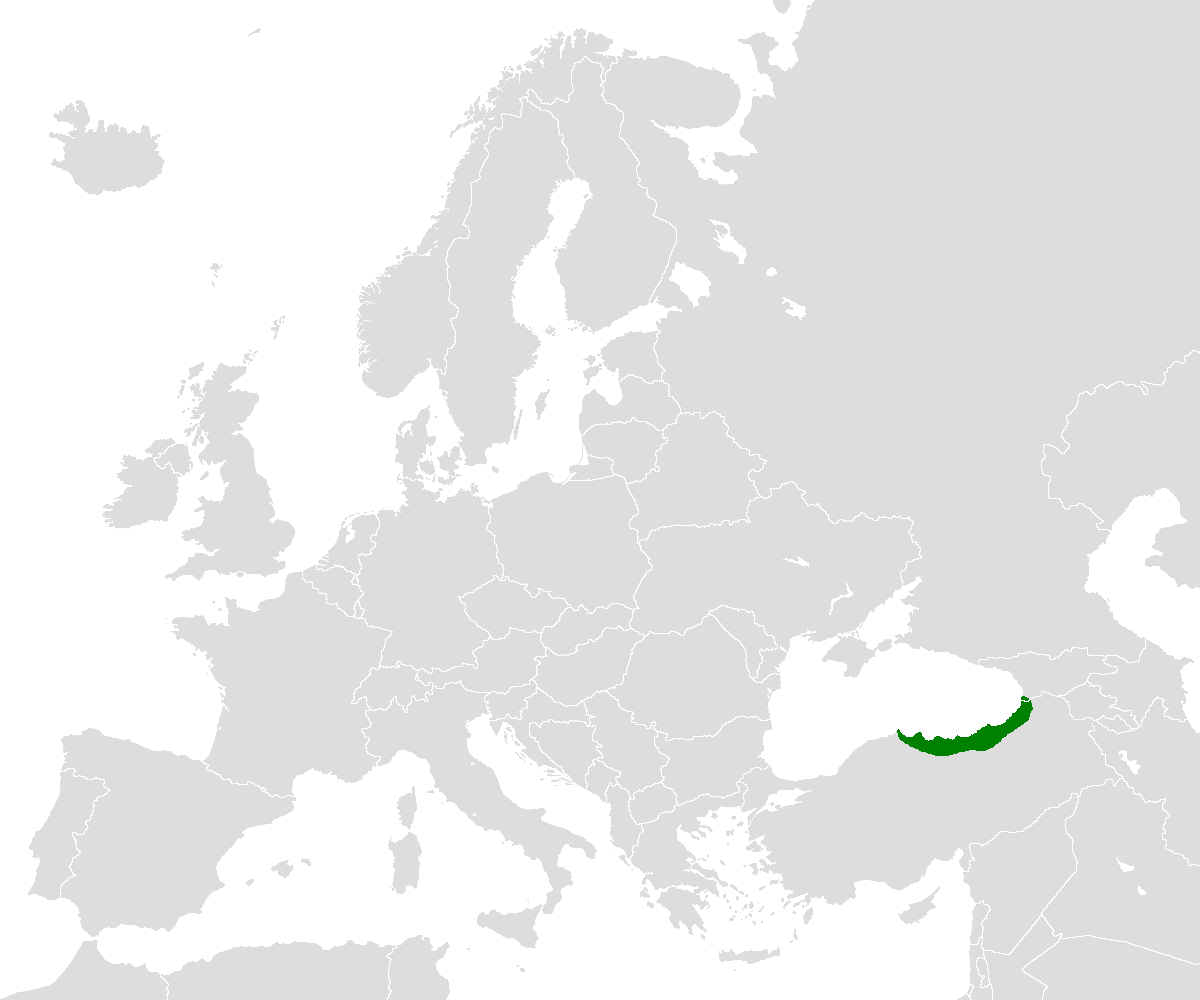
Localisation du Pont par rapport à l'Europe et à l'environnement régional pontique.

Région du Pont : limites approximatives.

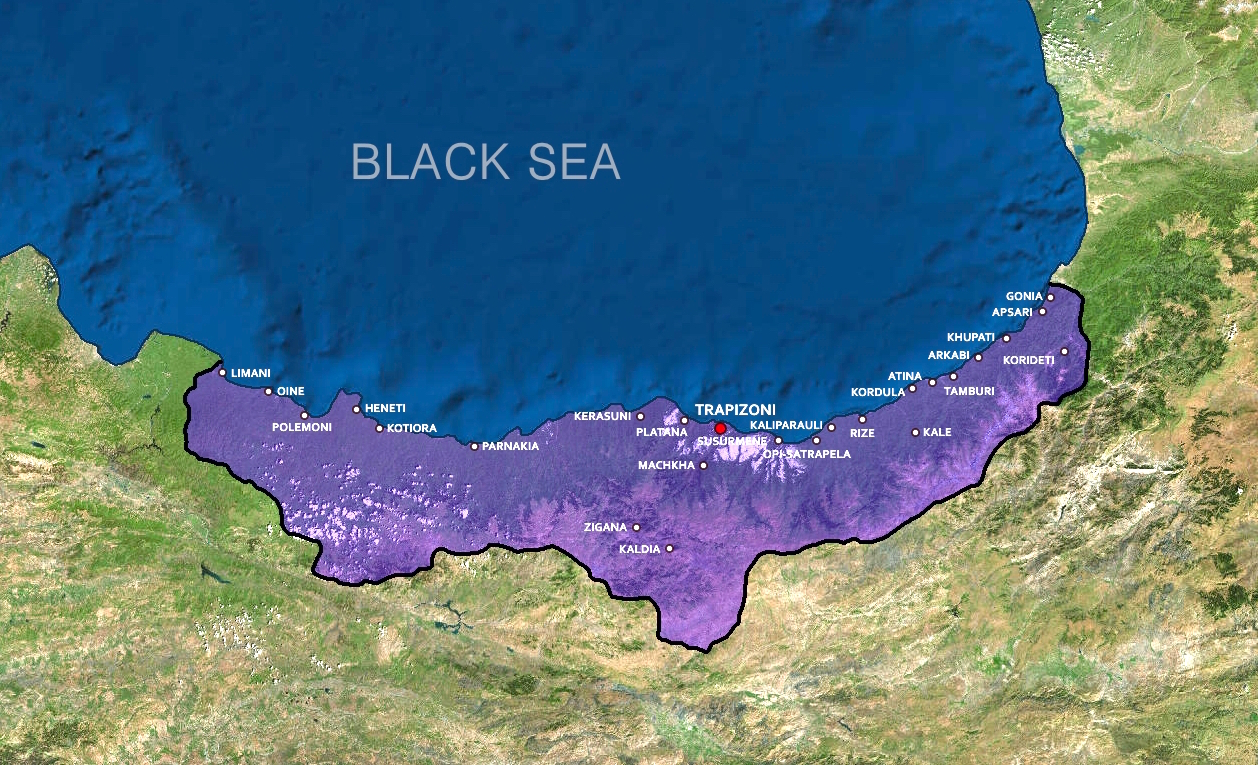
En violet : zone historique de présence laze et pontique

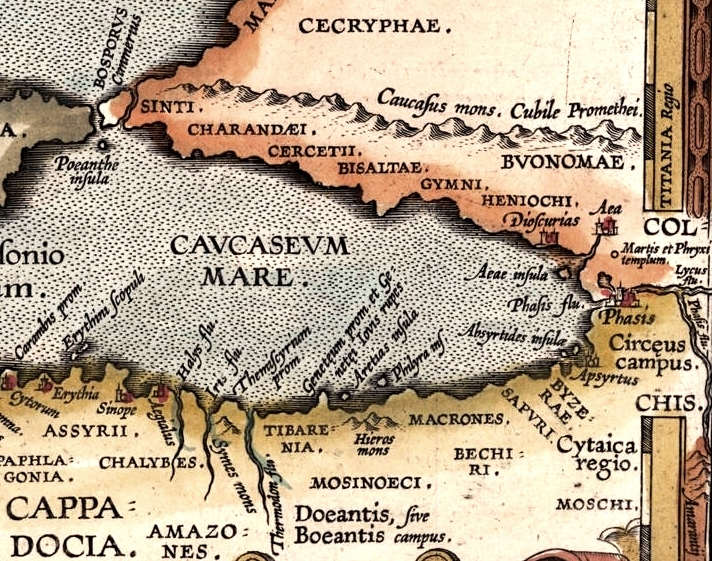
Pays des Argonautes.

L'aigle de Sinope, emblème traditionnel pontique.

Le Pont (du grec Πόντος, de Pont-Euxin, c'est-à-dire la mer Noire pour les anciens Grecs) est une région historique de la Turquie et, selon les limites que lui accordent certains, de la Géorgie. Sa ville principale est historiquement Trabzon (Trébizonde ou de Trapézonte du grec : Τραπεζούντα), mais Samsun (Amisos) est aujourd'hui la plus peuplée avec plus de 700 000 habitants. Ce pays fut colonisé par les Grecs venus d'Ionie dès l'époque archaïque et fut par la suite un foyer isolé de culture hellénique sous une forme allogène jusque bien après la conquête ottomane du XVe siècle. La région fut le centre de deux puissants États au cours de l'histoire : le royaume du Pont (période hellénistique) et l'empire de Trébizonde (bas Moyen Âge). 

## Approche géographique

### Localisation et réseaux

#### Toponymie, limites spatiales et territoriales
Situé au nord-est de la Turquie, le pays du Pont a une largeur moyenne d'environ 80 kilomètres entre la mer Noire au nord, et les Alpes pontiques qui courent tout le long du littoral, plongeant dans la mer. Cela donne au Pont une forme étroite et allongée, en arc de cercle aplati, une configuration similaire à celle du Chili, mais selon un axe est-ouest.
Si le tracé des limites nord et sud de la région n'est guère difficile à établir (encore qu'on puisse discuter de l'intégration ou non du versant sud du massif pontique), il est plus délicat d'en dresser les limites à l'est et à l'ouest. Arbitrairement, on fixe généralement la limite ouest du Pont à la ville de Sinope, assez éloignée du cœur du Massif pontique, mais point le plus au nord de l'Asie mineure, délimitant bien l'arc de cercle du littoral pontique. Après Amasya, Sinope fut la dernière capitale du puissant royaume du Pont de la dynastie Mithridatide ; même si ce royaume outrepasse largement les limites du pays du Pont proprement dit, exclure Sinope serait illogique du point de vue historique. Cette définition du pays pontique, de Sinope à la Géorgie avec Batoumi, est retenue par le géographe Michel Bruneau dans son ouvrage consacré à la diaspora grecque issue de la région : cette approche est fondée sur le critère ethnique de la présence de l'élément grec dans la population mais vaut aussi pour l'élément laze.

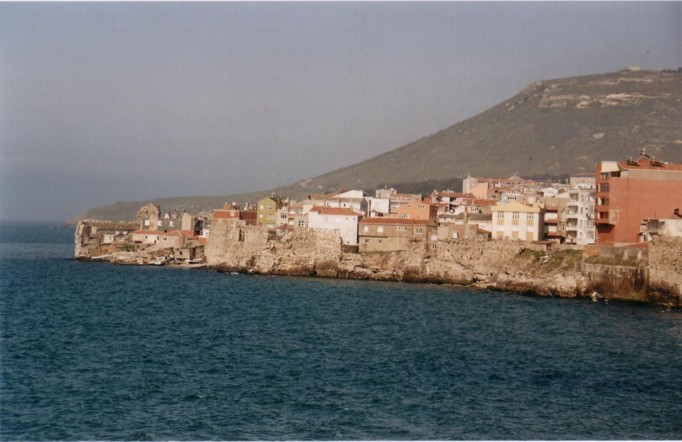
Sinope et les ruines de ses remparts, vues depuis la mer Noire.

À l'est, on a souvent fixé la limite du Pont à la frontière entre la Turquie et la Géorgie mais cette frontière, purement politique et fluctuante, n'a pas de réalité physique. Depuis la dislocation de l'URSS et l'ouverture des frontières, il apparaît aujourd'hui logique d'intégrer le littoral pontique de la Géorgie, ce qui correspond grosso modo au littoral de la république géorgienne autonome d'Adjarie.
Une position politique radicale, fréquente en Turquie, affirme l'inexistence du Pont comme entité géographique, non pour des raisons physiques mais davantage philologiques. En effet, le terme Pont dérive du Pont-Euxin, c'est-à-dire du nom qu'attribuaient les anciens grecs à la mer Noire. De ce point de vue, il n'y a guère de raison de dénommer par ce nom cette seule région du littoral de cette mer, plutôt qu'une autre ; tout le pourtour de la mer Noire pourrait être qualifié de « pontique ». Sans nier la réalité physique de l'entité géographique ici décrite, les partisans de cette thèse soulignent l'homogénéité géographique de la partie orientale du Pont (de Trébizonde à la frontière géorgienne) avec la Colchide, c'est-à-dire le littoral géorgien, Abkhazie exclue. Sinope est ainsi une ville de la Paphlagonie, autre région historique d'Anatolie.
Dans l'histoire, le pays du Pont ne forma que rarement une entité politique ou administrative. Ainsi, le royaume du Pont, de même que le Diocèse du Pont du Bas-Empire romain, s'étendaient à toute la moitié orientale de l'Asie mineure. Plus tard, à l'époque byzantine, Trébizonde se trouva être la capitale du thème de Chaldée qui dépassait largement vers le sud les Alpes pontiques mais n'incluait pas Sinope ni Amisos.
Néanmoins, malgré ces réserves que l'on peut émettre quant à l'étendue du toponyme de « Pont », l'usage a consacré le terme pour désigner la région décrite dans cet article (cf. la revue Αρχείον Πόντου - Archeion Pontou, publiée depuis 1928 par le Comité des études pontiques).

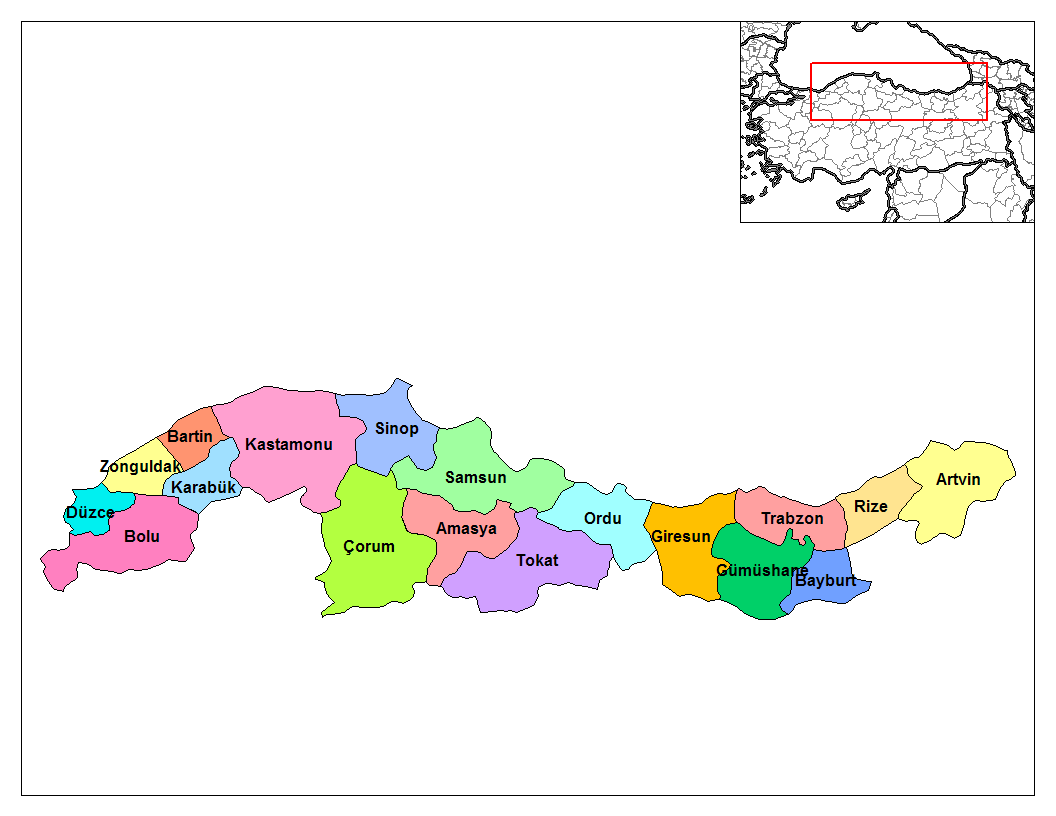
Région de la mer Noire : entité statistique turque comprenant le Pont proprement dit avec une extension vers l'ouest.

Du point de vue du découpage administratif de la Turquie, le Pont correspond approximativement aux provinces de : Sinop, Samsun, Ordu, Giresun, Gümüşhane, Trabzon, Bayburt, Rize, Artvin ainsi que l'extrême nord de la province d'Erzurum. Il existe en outre une région de la mer Noire (Karadeniz Bölgesi) comme entité statistique turque (mais non administrative — voir l'article « Régions de Turquie ») qui dépasse assez largement les limites traditionnelles du Pont, notamment vers l'ouest du pays, jusqu'à Bolu, ville située dans l'ancienne Bithynie.

#### Réseaux et connexions
Le Pont, territoire situé entre mer et montagne, présente un réseau urbain remarquablement linéaire, les villes étant situées au débouché des vallées perpendiculaires au littoral, comme en Ligurie à ceci près qu'ici la mer est au nord et la montagne au sud. La région n'est traversée que par une route principale (la D010), comprenant quelques portions de voie rapide, qui longe le tracé côtier. Cette route actuelle reprend le tracé d'une ancienne voie romaine. Pour la partie orientale du Pont, seules trois routes franchissent le massif pontique en direction du sud et d'Erzurum : la première depuis Trabzon, par Maçka (D885), la deuxième à une quinzaine de kilomètres à l'ouest de Rize (D925), et la troisième depuis Hopa (en prolongement de la D010). L'ouest du Pont est davantage connecté au réseau routier turc, via la route D795 qui rejoint Ankara ou le Bosphore.
D'une manière générale, la faiblesse globale des infrastructures routières de la Turquie fait du Pont un territoire périphérique. Néanmoins, depuis la dislocation de l'URSS en 1991 et l'ouverture de la frontière géorgienne, la route du Pont est devenue le principal axe pour rejoindre, depuis l'Europe, le Caucase, l'Arménie (la frontière turco-arménienne demeurant fermée), voire l'Iran, d'autant que la route par le nord de la mer Noire est coupée par la guerre du Donbass et par la sécession de l'Abkhazie qui ont fermé les frontières.
L'acheminement du pétrole de la mer Caspienne vers la mer Méditerranée aurait pu constituer une opportunité pour les ports de la région, mais, principalement à cause de la congestion du détroit du Bosphore et des risques engendrés par le transport de substances inflammable au cœur d'Istanbul, c'est la solution d'un oléoduc reliant directement la mer Méditerranée à Ceyhan qui a été privilégiée (oléoduc Bakou-Tbilissi-Ceyhan).
Le pays du Pont constitua, avant la conquête ottomane, une étape importante du commerce entre l'Orient et l'Occident, étant l'un des débouchés occidentaux de la Route de la Soie. Ainsi le Pont était traversé par une voie romaine qui reliait Constantinople à l'Arménie, et par-delà la Perse et les Indes. Le port de Trébizonde (Trabzon) constituait le premier débouché maritime de cette route pour les caravanes arrivant du Levant et apportant les épices et les gemmes des Indes. Les Génois s'implantèrent à la même époque dans différents comptoirs pontiques comme Amisos (Samsun) pour y acquérir ces marchandises qu'ils revendaient en Occident. La conquête ottomane et les guerres turco-persanes des XVIe siècle et XVIIe siècles qui ravagèrent l'Anatolie orientale mirent un terme à l'exploitation de cette route de commerce.

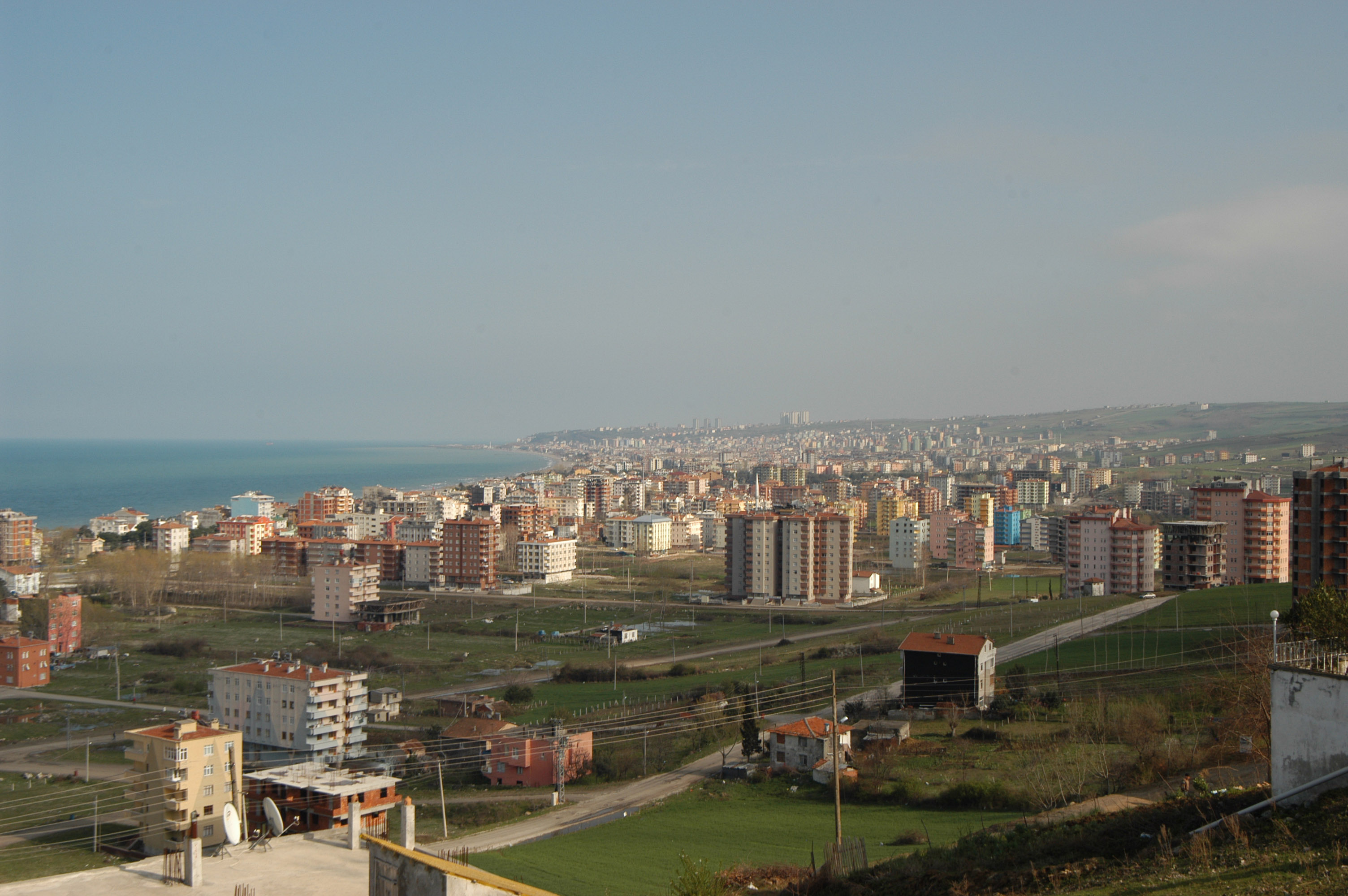
La ville moderne de Samsun : l'urbanisme témoigne bien du premier rang régional acquis par la ville en termes de démographie.

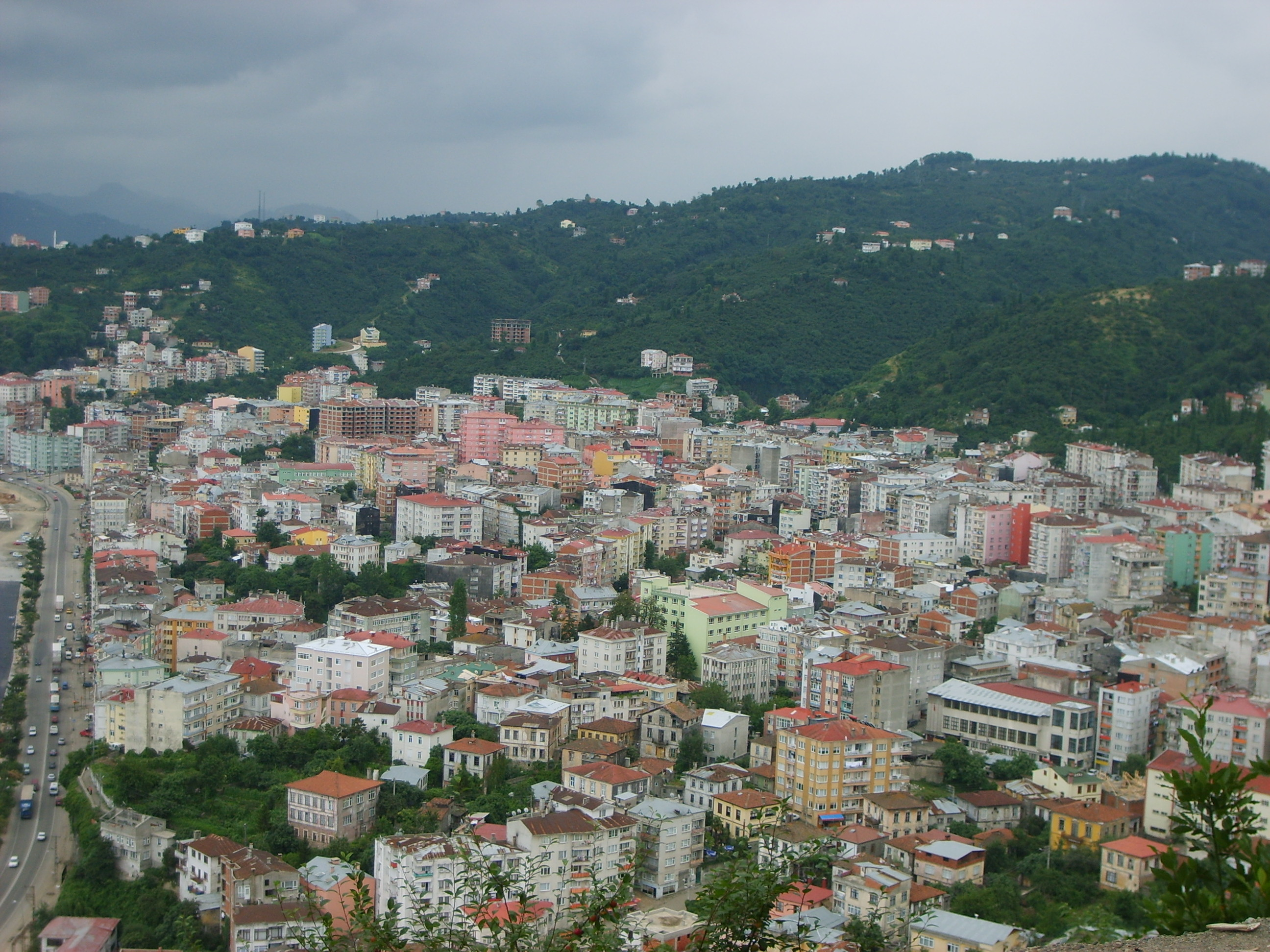
Giresun, marquée, elle aussi, par une forte croissance urbaine.

#### Principales villes d'aujourd'hui
Entre parenthèses, le nom historique francisé de la ville.
- En Turquie :
  - Samsun (Amisos) : 725 111 hab. (en 2007).
  - Trabzon (Trébizonde) : 400 187 hab. (en 2006).
  - Ordu (Cotyore) : 136 000 hab. (en 2008).
  - Giresun (Cérasonte) : 89 241 hab. (en 2007).
  - Bafra (Magare) : 85 325 hab. (en 2007).
  - Rize (Rhizon) : 78 144 hab. (2000).
  - Ünye (Oinoé) : 72 080 hab. (en 2008).
  - Fatsa (Polémonion) : 59 094 hab. (en 2008).
  - Görele (Kordyle) : 52 420 hab. (en 2000).
  - Çarşamba (Tétartée) : 49 189 hab. (en 2000).
  - Akçaabat (Platanée) : 48 315 hab. (en 2007).
  - Sinop (Sinope) : 47 000 hab.
  - Gümüşhane (Argyrople) : 30 270 hab. (en 2000).
  - Artvin : 23 157 hab. (en 2000).
  - Tirebolu (Tripolis) : 16 112 hab. (en 2000).
  - Of (Ophis) : 16 002 hab. (en 2008).
  - Hopa (Chopta, Sarpe).
  - Pazar (Athènes-du-Pont).
- En Géorgie :
  - Batoumi (Bathys) : 122 100 hab. (en 2006).
  - Kobuleti : 18 302 hab. (en 2009).

### Relief et climat

#### Le relief
Le relief de la région est naturellement dominé par les Alpes pontiques qui s'étirent sur près de 1 000 kilomètres tout le long du rivage, avec, généralement, une seule ligne de faîte, à 50 kilomètres en moyenne de la côte. Cette chaîne n'est pas morphologiquement uniforme : on peut opposer un versant nord bien arrosé, en pente parfois douce permettant l'émergence de petites plaines aux débouchés des rivières, à un versant sud plus sec et plus abrupt. De même, la haute montagne ne commence véritablement qu'à l'est d'Ordu, ville située à peu près à mi-chemin de la longueur du massif. Les collines dominent plutôt l'arrière-pays de Sinope et Samsun, à l'ouest.
Le plus haut sommet des Alpes pontiques est l'antique mont Cauron, aujourd'hui Kaçkar, qui s'élève à 3 942 m, situé à une soixantaine de kilomètres au sud-est de Rize. Ce sont les failles nord-anatolienne et anatolienne du nord-est qui courent le long de la chaîne.

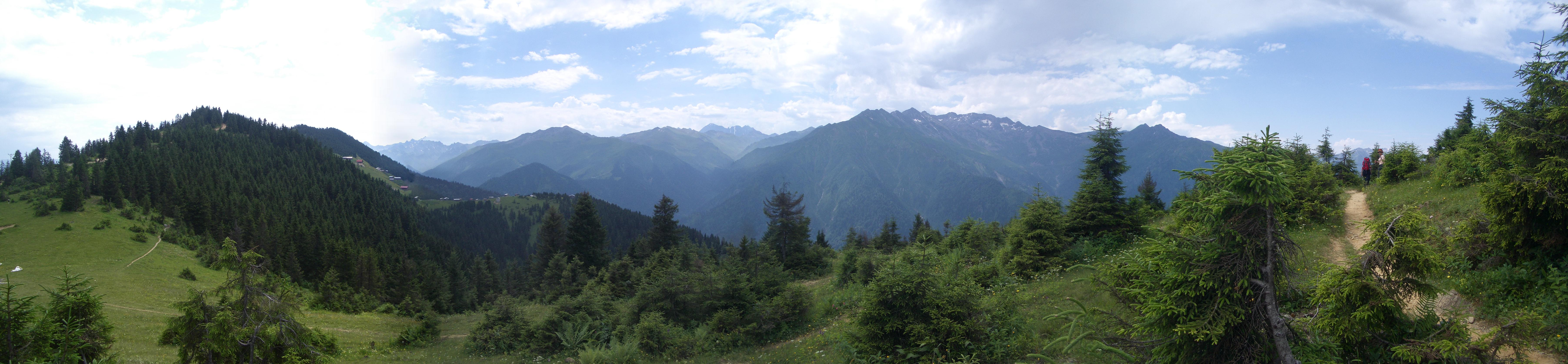
Vue panoramique des Alpes pontiques.

Du fait de la configuration du terrain, le réseau hydrographique se caractérise à la fois par son abondance et sa médiocrité. Abondance, car le Pont est une région très humide et son territoire se trouve ainsi parcouru d'une multitude de rivières dévalant les pentes des Alpes pontiques pour se jeter dans la mer Noire. Médiocrité cependant, car l'exiguïté de la plaine littorale a pour conséquence que ces cours d'eau dépassent rarement la cinquantaine de kilomètres de longueur. Le Tchorokhi au sud-est et la rivière de Kelkit au sud-ouest font exception. À l'extrême ouest, l'ancien Halys, aujourd'hui Kızılırmak se jette en Mer Noire dans le Pont, mais ce fleuve, le plus long de Turquie avec ses 1 150 kilomètres, a l'essentiel de son cours en Cappadoce, plus au sud.

#### Le climat

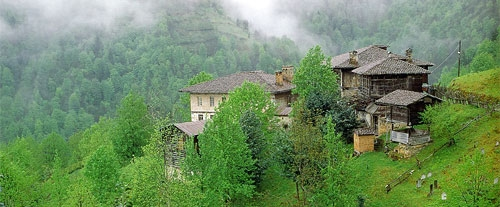
Habitat laze typique au cœur des Alpes pontiques.

Le Pont, quoiqu'étant un territoire de dimensions réduites, est caractérisé par un climat quasi endémique appelé « climat pontique ». Néanmoins, du fait de la configuration du terrain, constitué à l'horizontale de nombreuses vallées différemment orientées vis-à-vis des vents et de l'ensoleillement, et, à la verticale, d'un étagement allant du niveau de la mer jusqu'à près de 4 000 m, de nombreuses variantes climatiques cohabitent dans la région.
Le climat pontique proprement dit (ou eupontique) est marqué par des hivers doux (bien qu'il arrive quelquefois que la neige tombe sur la région, y compris sur les villes de la côte) et des étés chauds. Mais surtout, ce sont les fortes précipitations qui le caractérisent, particulièrement abondantes entre la fin de l'été et la fin de l'hiver et moindres (quoique toujours remarquables) le reste de l'année. Un tel climat est, en somme, assez comparable au climat subtropical humide dans sa forme humide, et les climatologues n'hésitent pas à le comparer au climat chinois ou à celui du sud-est des États-Unis. Ce climat se retrouve le plus nettement dans la partie orientale de la région, jusqu'à Trabzon, et va en se dégradant vers l'ouest. Le climat pontique se retrouve également en Colchide géorgienne ainsi que dans l'est de la Crimée (péninsule de Kertch). On explique moins cette singularité climatique par la géomorphologie de cette région montagneuse que par l'exposition aux vents venus de la mer Noire venant frapper l'ubac du massif pontique.
Plus ou moins dégradé et mêlé au climat pontique, le climat méditerranéen domine à l'ouest, particulièrement aux environs de Sinope. Certains territoires cependant situés à l'est du Pont disposent néanmoins encore d'exclaves méditerranéennes en fonction du relief : ainsi l'olivier pousse-t-il à proximité de Trabzon, point le plus oriental de l'influence de ce climat sur le littoral pontique.
L'arrière-pays est quant à lui bien différemment doté. Bien plus sec, l'adret du massif pontique présente déjà le caractère steppique caractéristique de l'Anatolie orientale et de l'Arménie, sous une forme cependant moins extrême. Quant aux territoires d'altitude (souvent situés bien près des côtes), ils sont logiquement marqués par le climat montagnard.
| Mois                              | jan.  | fév.  | mars  | avril | mai   | juin  | jui.  | août  | sep.  | oct.  | nov.  | déc.  | année   |
| --------------------------------- | ----- | ----- | ----- | ----- | ----- | ----- | ----- | ----- | ----- | ----- | ----- | ----- | ------- |
| Température minimale moyenne (°C) | 3,4   | 3,6   | 4,8   | 8,4   | 12,4  | 16,2  | 19,1  | 19,2  | 16,3  | 12,4  | 8,6   | 5,4   | 10,7    |
| Température moyenne (°C)          | 6,3   | 6,6   | 7,9   | 11,6  | 15,8  | 19,9  | 22,2  | 22,2  | 19,4  | 15,4  | 11,6  | 8,3   | 14      |
| Température maximale moyenne (°C) | 10,4  | 10,7  | 11,8  | 15,3  | 19    | 23,2  | 25,3  | 25,6  | 23,3  | 19,6  | 16,2  | 12,7  | 18      |
| Précipitations (mm)               | 216,5 | 172,7 | 147,1 | 101,1 | 102,4 | 128,1 | 135,7 | 182,5 | 220,7 | 272,2 | 249,5 | 242,5 | 2 171,2 |

### Ressources

#### L'agriculture

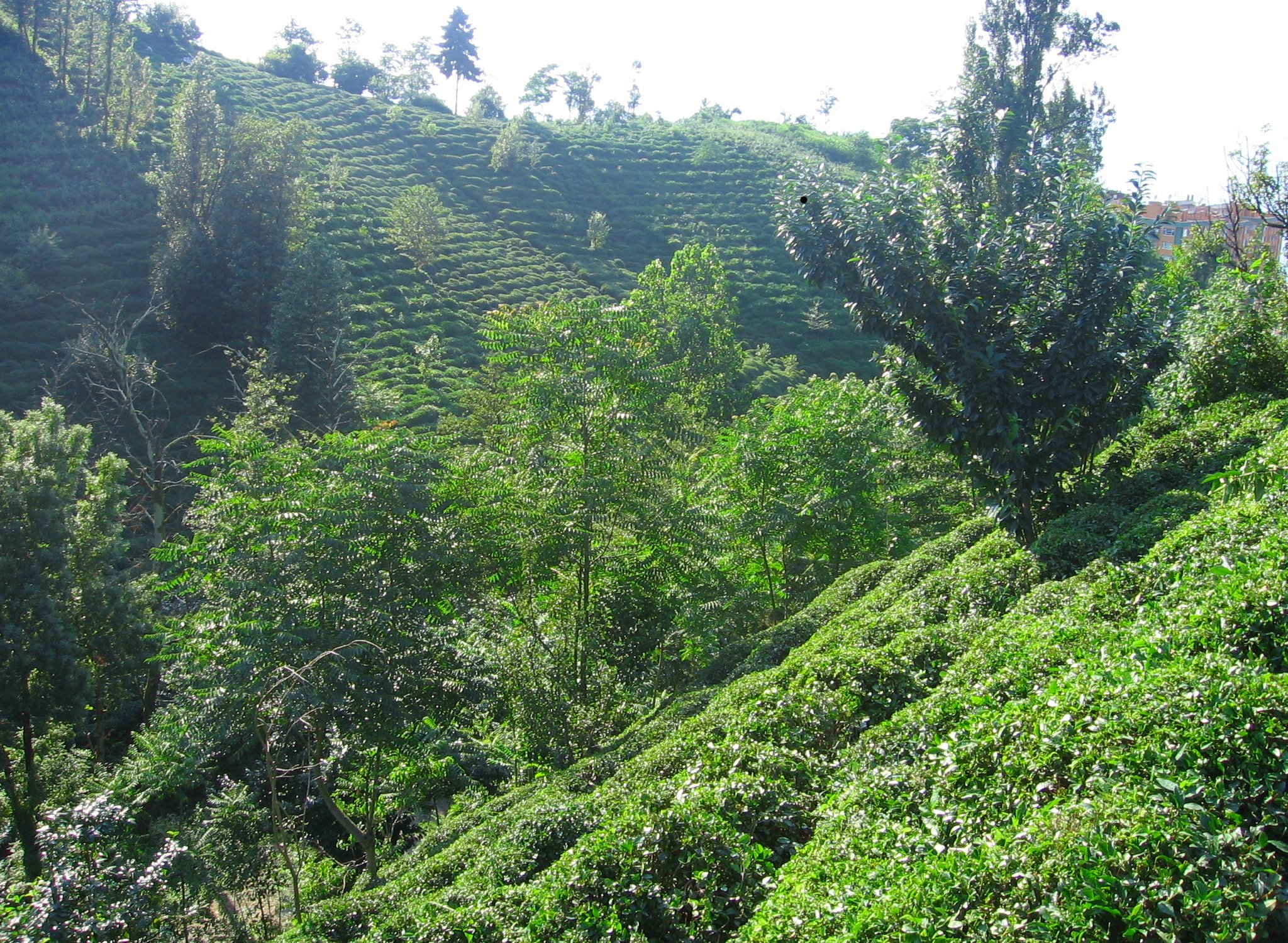
Plantations de thé, près de Rize.

Le climat du Pont permet, sans grand effort d'adaptation, une production agricole unique dans toute la péninsule anatolienne. Ce sont ainsi des denrées dont la culture est a priori insoupçonnée dans ces régions que produit le Pont : le kiwi, le tabac ou encore le thé dont la culture fut introduite au cours des années 1940-1950 (celui produit aux environs de la ville de Rize est d'une saveur reconnue des amateurs). La chaleur et l'humidité ont favorisé la monoculture du maïs, plante particulièrement gourmande en eau. De nombreux plats régionaux sont cuisinés à partir de cette céréale. La culture maraîchère y est également bien présente, celle du chou et du concombre notamment.
Certaines traditions rapportent également que la cerise serait originaire de la région. En effet, le général romain Lucullus, rendu célèbre pour son amour de la table, aurait rapporté la « perle rouge » à Rome au retour de sa campagne contre le roi du Pont Mithridate VI vers 70 av. J.-C.. Au reste, le substantif français « cerise », dérive du grec kérasion (κερασιον) d'après le nom de la ville de Cérasonte (aujourd'hui Giresun).
Seule région boisée de la Turquie, le Pont en est naturellement le principal pourvoyeur de bois du pays. Le châtaignier est traditionnellement l'arbre pontique. Il produit des fruits d'une grosseur exceptionnelle et réputée dans toute la Turquie. On y trouve également des aulnes et des peupliers. Les versants des montagnes sont, pour l'essentiel, recouverts de conifères.
Quant à l'élevage, les versants montagnards se prêtent au pastoralisme (caprins, ovins) tandis que l'élevage de bovins y est plus favorable qu'ailleurs en Turquie du fait de la présence de pâturages.
La mer, enfin, offre ses ressources à une région toute tournée vers elle. Le Pont s'est fait une spécialité de la pêche à l'anchois, particulièrement abondant en mer Noire.

#### L'industrie

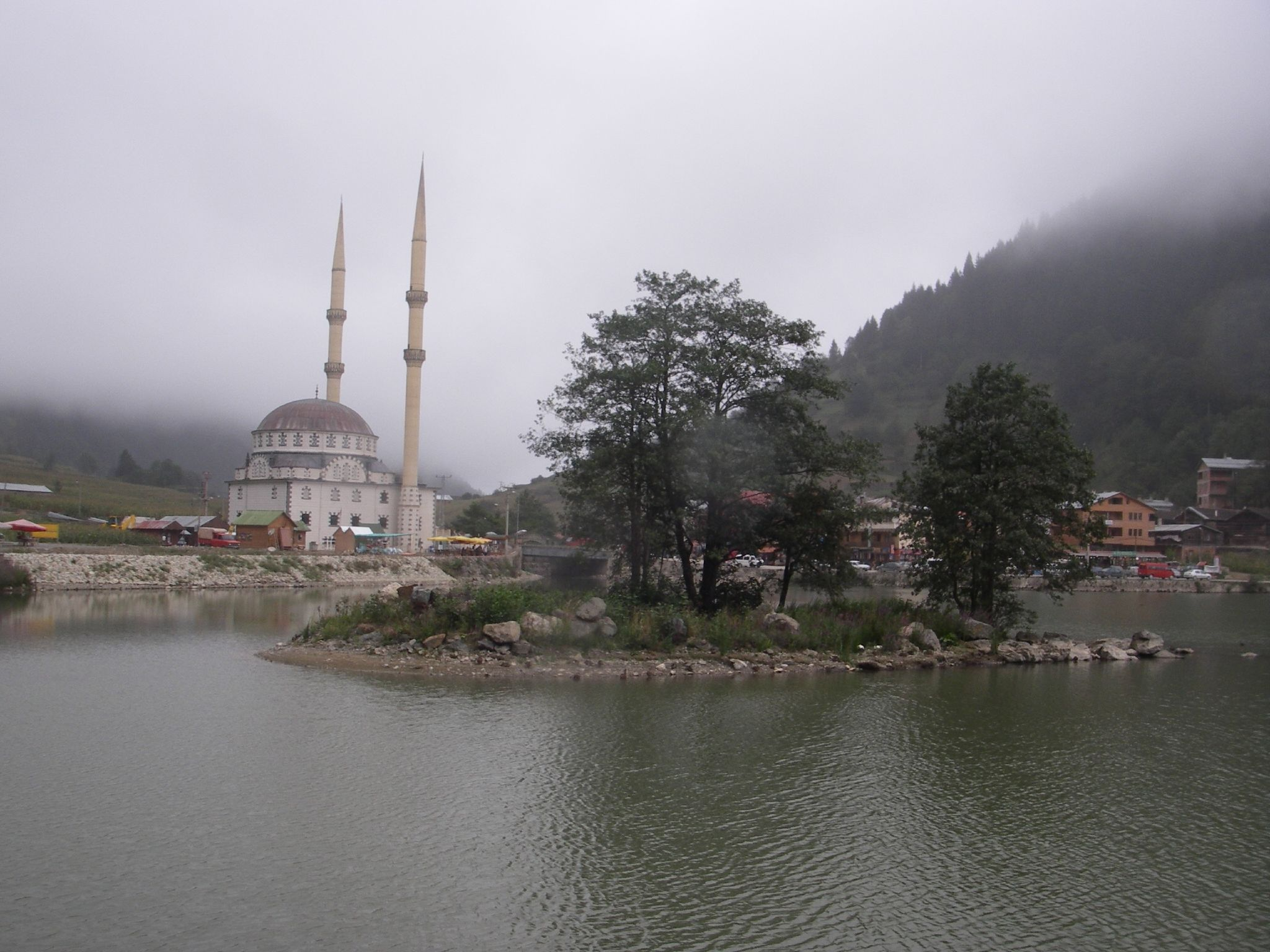
Uzungöl, noyé sous les brumes.

#### Le tourisme
Jusqu'à la pandémie de Covid-19 de 2020, la Turquie constituait une importante destination touristique : en 2005, plus de 24 millions de touristes ont visité ce pays. En 2007, la Turquie se classait au 9e rang mondial pour le nombre de visiteurs. La région de la mer Noire, cependant, ne recevait que fort peu de touristes en comparaison d'Istanbul ou de la côte méditerranéenne. Le climat pontique, souvent brumeux et pluvieux en été, nuit au développement du tourisme balnéaire.
Les villes de la région disposent de quelques atouts. Le premier site touristique en intérêt est le couple Trébizonde-Sumela, la cité des Comnène et le grand monastère orthodoxe abandonné bâti à flanc de montagne, situés à une cinquantaine de kilomètres l'un de l'autre. Trébizonde, outre ses remparts a pour principaux monuments la basilique Sainte-Sophie (aujourd'hui musée de Trabzon Ayasofya) qui possède des fresques de qualité, bien conservées, la mosquée Yeni-Cuma (l'ancienne église Saint-Eugène), ou encore la curieuse église Sainte-Anne. Les autres cités littorales, comme Sinope ou Giresun peuvent faire valoir les restes de leurs anciens remparts.
Trabzon est aussi devenue depuis 1991 une plaque tournante du tourisme sexuel : de nombreuses jeunes femmes venues principalement d'ex-URSS (les « Natacha ») s'y livrent en effet à la prostitution dans les quartiers interlopes de la ville.
À l'extrême est de la région, dans le district d'Artvin, de nombreux monastères géorgiens ou, plus rarement, arméniens peuvent encore constituer une attraction remarquable pour les amateurs de tourisme culturel.
Le plus fort potentiel touristique du Pont se trouve peut-être néanmoins dans sa nature et ses paysages. L'Uzungöl (le Long-Lac) est ainsi le principal pôle touristique du massif pontique. Ce site, au cœur d'une forêt dense et d'apparence inaccessible, séduit par son atmosphère souvent brumeuse et irréelle. La randonnée pédestre et l'alpinisme sont également pratiqués dans le massif du Kaçkar.
C'est avant tout de sa position périphérique et de la forte attractivité de nombreuses autres régions du pays que pâtit le Pont pour son développement touristique.

### Biodiversité
Le Pont est pour grande partie recouvert de forêts, aujourd'hui encore assez préservées, contrastant avec le reste de l'espace proche-oriental. La forêt pontique est une formation végétale spécifique, formant une écorégion terrestre définie sous le nom « forêts de feuillus du Pont-Euxin et de la Colchide » n° PA 0422, qui a tant impressionné les anciens colons grecs qu'ils la jugèrent semblable à une « mer d'arbres », expression reprise de nos jours par les Turcs pour désigner la même formation végétale (Ağaç Deniz).
Un autre nom de cette forêt est Amarante, soit, littéralement, « qui ne peut se corrompre » : selon Hérodote, les anciens peuples de la région (Chalybes, Colques, Driles, Macrons, Mosynèques ou Tibarènes dont les Lazes se revendiquent comme descendants) construisaient leurs villes et leurs forteresses en bois, également convoité par les charpentiers de marine grecs.
Selon les géographes, la forêt pontique constitue un modèle singulier (on en trouve de similaires en Géorgie) dont la spécificité peine encore à être définie : s'agit-il d'une forêt subtropicale humide comparable à la forêt chinoise mais « non achevée » (à cause de sa moindre biodiversité) ou bien d'un modèle spécifique combinant des caractéristiques subtropicales, méditerranéennes et tempérées ? La question n'est pas tranchée.

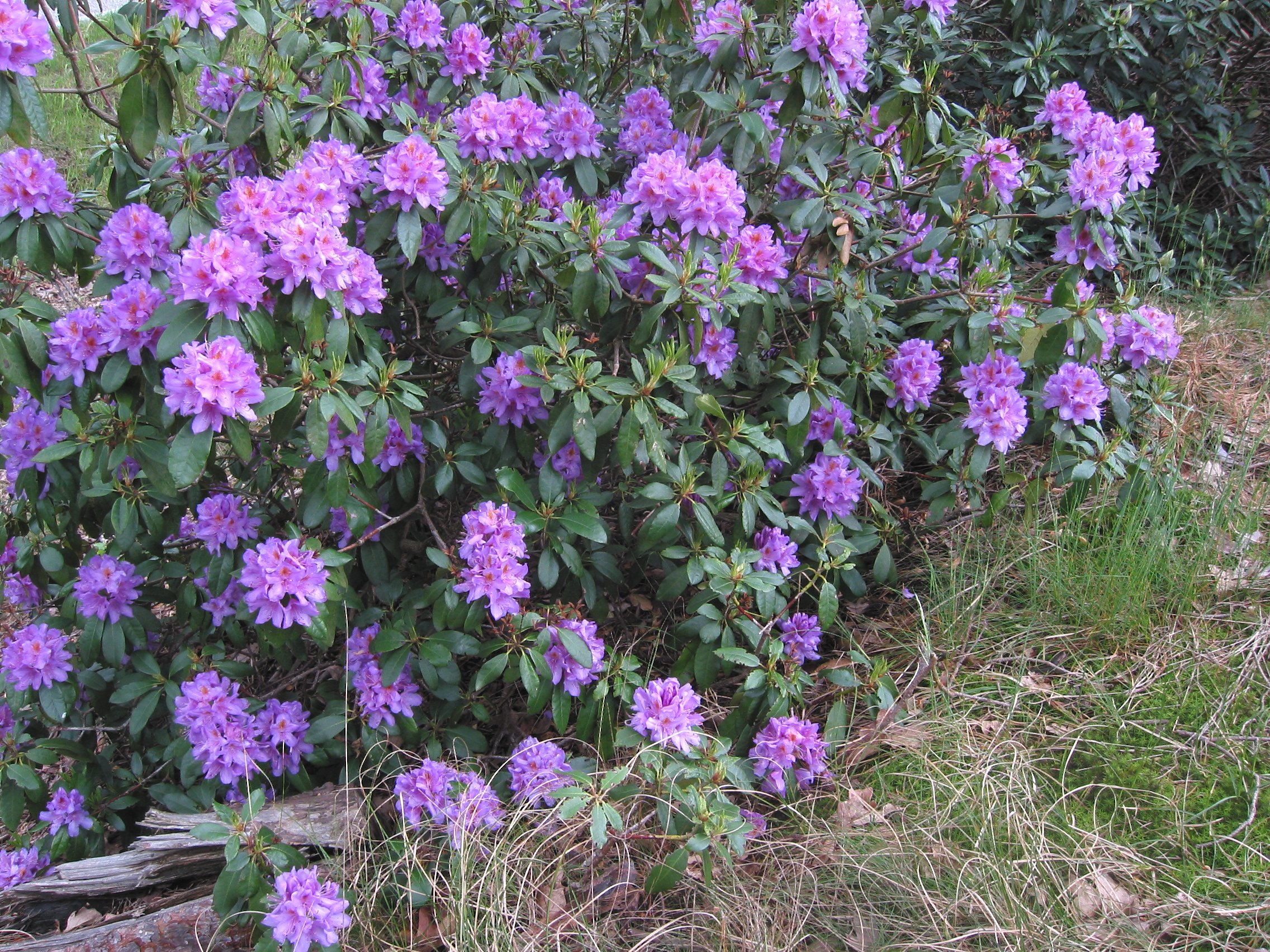
Un arbuste de rhododendron ponticum, une plante omniprésente dans toute la région.

Malgré la diversité des climats qui prévaut dans la région (voir cette section), il est possible de dresser les grands traits de la forêt pontique dans sa forme la plus pure, celle qui prévaut dans sa partie orientale (arrière-pays de Trabzon ou de Rize) et à une altitude inférieure à 1 000 m. L'aulne (alnus glutinosa barbata) domine, même si, n'excédant pas une quinzaine de mètres, il n'atteint pas les dimensions que le climat pourrait laisser penser. Celui-ci cohabite avec des châtaigniers européens (castanea sativa), des frênes (fraxinus excelsior) et des noisetiers (corylus colurna, c. avellana). Au sol, le promeneur remarque un entrelacs de fougères (pteris aquilina, p. cretica), de buis (buxus sempervirens), et surtout de rhododendrons (rhododendron ponticum, r. luteum, r. caucasicum, r. smirnowi, r. ungernii), la plante pontique par excellence.
Partout présent, du niveau de la mer jusqu'à 2 600 m. d'altitude, le rhododendron prospère dans le Pont, et varie en taille depuis des formes naines (azalées) jusqu'à plusieurs mètres de hauteur. Le rhododendron pontique est toutefois excessivement envahissant : sa croissance y est si rapide que, lorsqu'un arbre est abattu, il est aussitôt remplacé par des bosquets de ce végétal empêchant toute régénérescence de la forêt. Il est à noter que cette plante, légèrement toxique, donne à certains miels produits dans la région des propriétés hallucinogènes (le deli bal, « miel fou » en turc) dont auraient notamment eu à souffrir les soldats de Xénophon qui traversèrent le Pont au IVe siècle av. J.-C. (voir plus bas). Autre fleur emblématique du pays pontique, le colchique qui tire son nom de la Colchide, province géorgienne avec laquelle la partie orientale du Pont se confond. Il faut encore signaler une variété autochtone de gentiane (gentiana pontica) qui se distingue par sa couleur d'un bleu profond.
L'étagement de la végétation permet quelques variantes de la forêt pontique. Ainsi trouve-ton au plus près de la mer de nombreux figuiers (ficus carica) et lauriers-cerises (laurocerasus officinalis) jusqu'à 400 m. d'altitude environ. Plus en altitude, au contraire, apparaissent, toujours mêlés à l'aulnaie, les Hêtres (fagus orientalis), parfois gigantesques, des érables, puis des épicéas jusqu'à 2 200 m. environ. Au-delà, on rencontre des pelouses alpines, encore parsemées de rhododendrons.
Dans la partie occidentale du Pont, aux influences climatiques bien davantage méditerranéennes et aux altitudes moindres, la végétation est sensiblement différente et a bien davantage eu à subir l'emprise humaine. Là, le chêne et le charme dominent, flanqués de quelques paliures, d'arbousiers, de bruyères arborescentes, de filaires, de myrtes, ou de cistes. Plus en altitudes, c'est la présence sapins et de pins noirs qui marquent les paysages.
La flore de la partie méridionale du Pont, enfin, est nettement moins riche en raison d'un climat bien moins propice, marqué par une sécheresse, certes relative en comparaison avec la Cappadoce encore plus au sud, mais qui ne permet pas le même foisonnement floristique qu'au nord. Si subsistent, en montagne et lorsque la présence de cours d'eau le permet, les pins sylvestres et les sapins, les sous-bois, eux, sont marqués par un grand appauvrissement, avec, notamment, la disparition totale des rhododendrons. Ailleurs, le sol est souvent à nu et seules les roches affleurent. La morphologie de la chaîne pontique offre néanmoins certaines possibilités de développement sur son versant sud à une flore méditerranéenne à la faveur de vallées situées à ses deux extrémités est et ouest.

### Ethnographie

#### Populations et langues

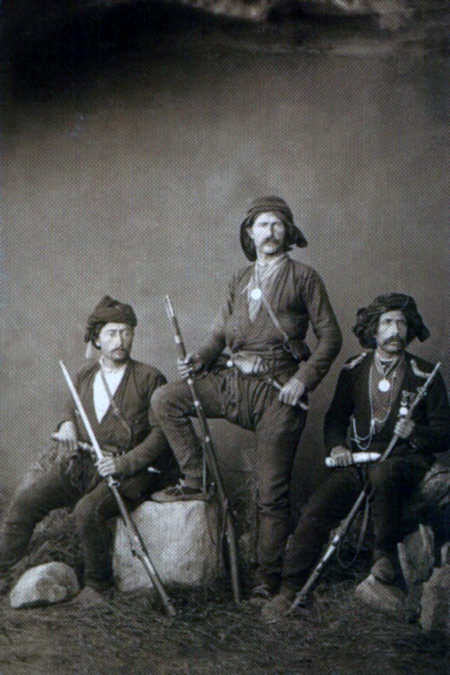
Trois montagnards lazes, photographiés vers 1900.

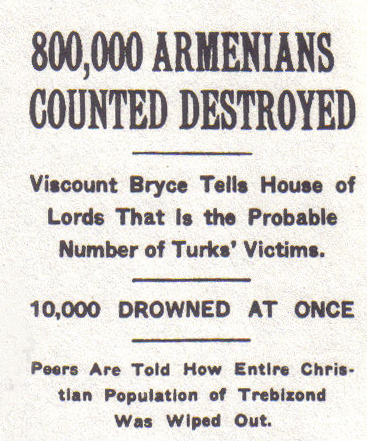
La une du New York Times indiquant que la population chrétienne de Trébizonde a été « éradiquée ».

La diversité ethnique du Pont avant le « nettoyage ethnique » du début du XXe siècle et la turquisation qui a suivi, comprenait, outre les Turcs (majoritaires dans la partie occidentale du Pont), des Lazes (peuple caucasien montagnard proche des Géorgiens du Colchide jadis chrétien, aujourd'hui musulman), des Pontiques (majoritaires sur la côte et dans certaines vallées comme celle d'Of, des Arméniens (présents dans les villes) et des minorités musulmanes venues s'installer ici pour échapper à la domination russe au nord de la mer Noire : Abkhazes, Adjars, Circassiens, Meskhètes ou Tatars.
La population pontique n'a atteint une réelle homogénéité ethnique et religieuse que depuis les échanges obligatoires de population qui eurent lieu entre la Grèce et la Turquie de Mustafa Kemal en 1923 en application du traité de Lausanne. 400 000 grecs pontiques ont alors été expulsés vers la Grèce (notamment Athènes, la Thessalie ou la Thrace), mais seuls 260 000 y sont arrivés. À ces départs forcés, doivent être ajoutés les massacres perpétrés par les Ottomans à l'encontre des arméniens en 1915, mais aussi, de façon également systématique, à l'encontre des autres chrétiens de la région, pontiques notamment. On estime aux alentours de 580 000 personnes le nombre de Grecs d'Anatolie qui furent expulsés par les Ottomans dont environ les deux tiers étaient originaires du Pont.
La famine, les mauvais traitements, les naufrages et les exécutions sommaires causèrent la mort de 350 000 d'entre eux,, et l'on parle en Grèce de « génocide pontique », à l'instar du génocide arménien. Environ 65 000 Pontiques réfugiés en Russie pendant la Première Guerre mondiale se retrouvèrent par la suite citoyens soviétiques et furent ultérieurement déportés vers l'Asie centrale sur ordre de Joseph Staline.
Un sujet tabou tant en Grèce qu'en Turquie est celui des quelque 50 000 survivants Pontiques devenus musulmans et turcs pour ne pas être expropriés et expulsés : on estime leurs descendants actuels à plus de 200 000 personnes. L'Église de Grèce les considère comme des apostats, les nationalistes grecs comme des « traîtres », et les nationalistes turcs, qui n'admettent pas qu'un « bon » ou « vrai » Turc puisse avoir des ancêtres grecs et chrétiens, incitant ceux dont c'est le cas à cacher leurs origines. Jusqu'en 1996, le grec pontique, interdit en public, était encore parlé en privé. Cette année-là, la parution à Istanbul de l'ouvrage « La culture du Pont » (Pontos Kültürü) de l'historien turc Ömer Asan dévoila l'existence d'environ 300 000 locuteurs de cette langue : Ömer Asan fut accusé de trahison, d'insulte à la mémoire d'Atatürk, de vouloir le démembrement de la Turquie ou d'y réintroduire le christianisme et l'hellénisme. Il fut déféré devant les tribunaux et finalement acquitté, mais depuis cette affaire, les locuteurs du pontique utilisent le turc et évitent d'employer leur langue même en privé.
Ainsi, l'élément grec et arménien a totalement disparu du pays du Pont, au profit des seuls Turcs (qui sont en partie des Pontiques islamisés) et d'une minorité de Lazes, musulmans des montagnes de l'arrière-pays, que la politique kémaliste d'assimilation des minorités allait, comme le peuple kurde plus au sud, s'efforcer de turquiser avec plus ou moins de succès.
Bien qu'elle n'en soit pas historiquement responsable (puisque c'est l'Empire ottoman qui les a commis) l'actuelle république turque refuse de reconnaître la réalité des massacres pour ne pas avoir à verser d'indemnités ; ils sont cependant reconnus comme génocides par la Grèce, Chypre, l'Arménie, la Suède et six États des États-Unis. Le « génocide grec pontique » n'a pas été reconnu sous cette dénomination par l'ONU qui ne nie pas pour autant le caractère historique des exactions commises ni leur ampleur et le considère comme un « nettoyage ethnique », terme qui inclut l'expulsion et l'expropriation.
De nos jours, la langue grecque pontique, forme dialectale du grec marquée par des archaïsmes et par des emprunts au turc (telle l'harmonie vocalique) ne demeure parlée qu'en milieu rural, par des personnes très âgées surtout. Elle est aussi quelquefois appelée « romaïque », du pontique romaika. Cette dénomination provient de Ρωμαίοι : « Romées », en turc Rum, désignant les anciens ressortissants de l'Empire byzantin, dont le nom officiel était « Romania » (« Empire byzantin » est un néologisme créé par Hieronymus Wolf au XVIe siècle). Il n'existe plus de monolinguisme grec pontique. Sa survivance à l'heure actuelle semble plutôt le fait des communautés pontiques installées en Grèce, qui ont constitué des associations culturelles. Néanmoins, pour ces jeunes générations, il s'agit davantage de la volonté de ne pas oublier ses racines culturelles et son histoire, que d'un parler spontané.

#### Emblèmes et identité
L'emblème historique du Pont est l'aigle de Sinope au dessin très particulier (voir en haut de la page et ci-dessous). Il se distingue de l'aigle byzantin par son caractère monocéphalique, et était vraisemblablement déjà l'emblème des Comnène dès l'époque de l'Empire de Trébizonde. Il en existe de multiples variantes, néanmoins, sa silhouette très particulière, avec sa singulière configuration des ailes demeure toujours très reconnaissable. Il peut être placé au centre d'un drapeau de couleur jaune voire, exceptionnellement, rouge (mais l'aigle demeure dans ce cas de couleur jaune). Il est encore arboré dans les milieux issus de l'immigration pontique du début du XXe siècle, en Grèce septentrionale ou de ceux des membres de la diaspora pontique, notamment lors de manifestations de commémoration.
D'autre part, il arrive assez fréquemment dans les communautés de la diaspora que l'aigle de Sinope soit affiché accompagné de la devise suivante : « …Η Ρωμανία κι αν πέρασεν, ανθεί και φέρει κι άλλο », c'est-à-dire en substance : « …la Romanie a été perdue, mais renaîtra de ses cendres ». La « Romanie » désigne dans cette phrase la culture de l'Empire byzantin (auto-désigné comme « Empire des Romains », Βασιλεία Ῥωμαίων, d'où le nom de Roum donné aux Grecs dans l'Empire ottoman) et exprime tant le vœu d'une renaissance culturelle dans la communauté désormais installée en Grèce, que la fondation, en 1995, d'une nouvelle ville, près d'Alexandroúpoli, dénommée Romania et destinée à accueillir la diaspora pontique, notamment en provenance des pays des l'ex-bloc de l'Est. Ce mouvement de renaissance pontique a pu occasionnellement être instrumentalisé par des courants nationalistes, parfois proches de l'extrême droite.
Pour Michel Bruneau, l'identité pontique se manifeste par l'évocation : des icônes locales (notamment de la Vierge de Sumela, réputée peinte de la main de saint Luc à Thèbes), les danses pontiques, l'aigle (héraldique) monocéphale de Sinope, la lyra, la liste des vingt-quatre Comnène, le costume des Antartes (résistants aux Turcs), la langue pontique, le « mythe-slogan » de la Romania, le théâtre local, et enfin les trois grands monastères pontiques (Sumela, Saint-Jean-Vazelon et Saint-Georges Peristereota).
Du côté turc, l'entité régionale n'existant qu'au travers de la région de la mer Noire (comparable du point de vue de la superficie à quatre départements français), il n'y a pas d'entité politique pontique reconnue, et, par conséquent, pas de couleurs régionales.

Le drapeau de ralliement des insurgés grecs pontiques (1912-1922).
Proposition de drapeau fondé sur le drapeau grec pour une hypothétique République pontique (1917-1919).
Une des différentes formes du drapeau actuel de la communauté pontique.

## Approche historique

Asie Mineure à l'époque hittite.

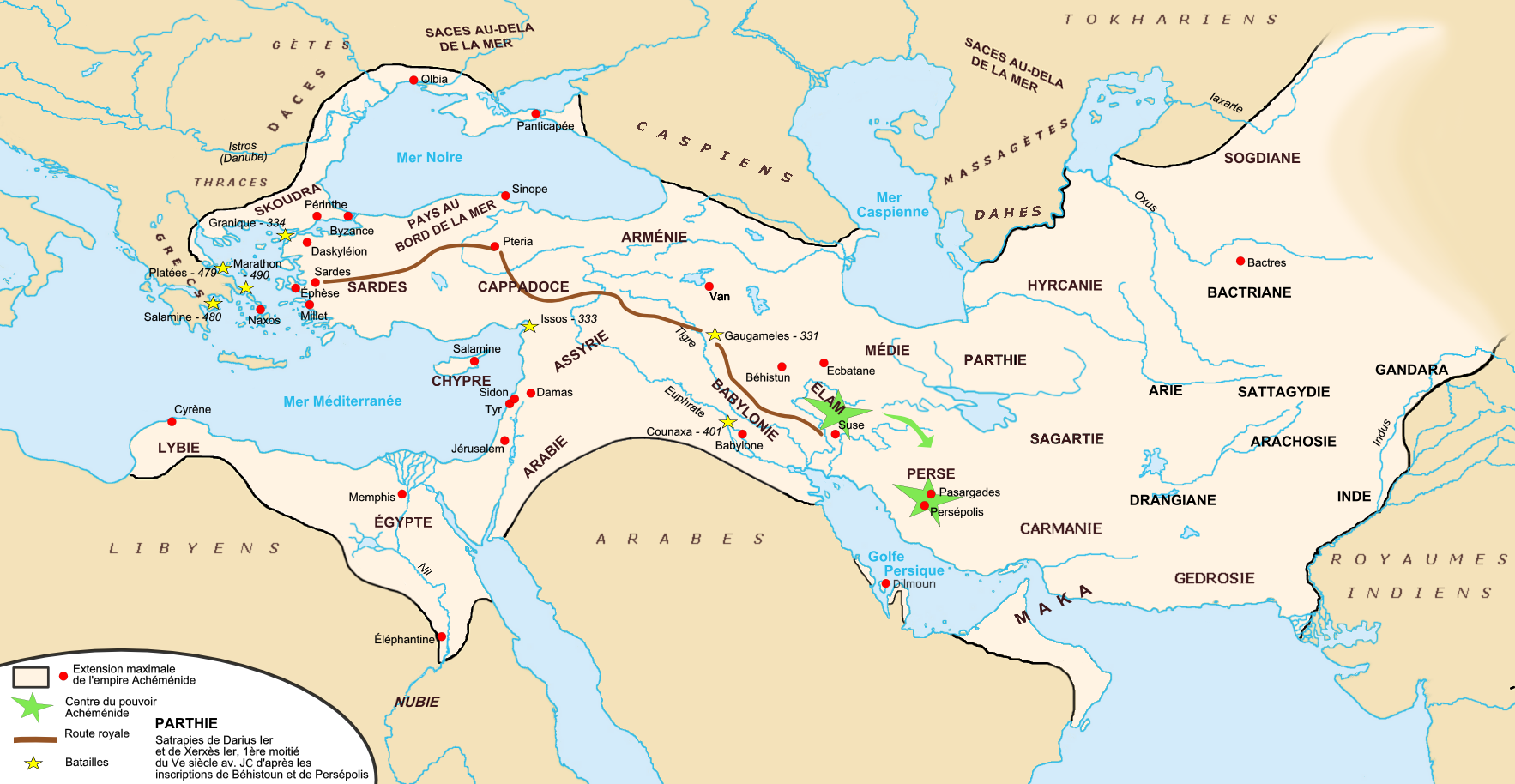
Empire achéménide dans son extension maximale, vers -450

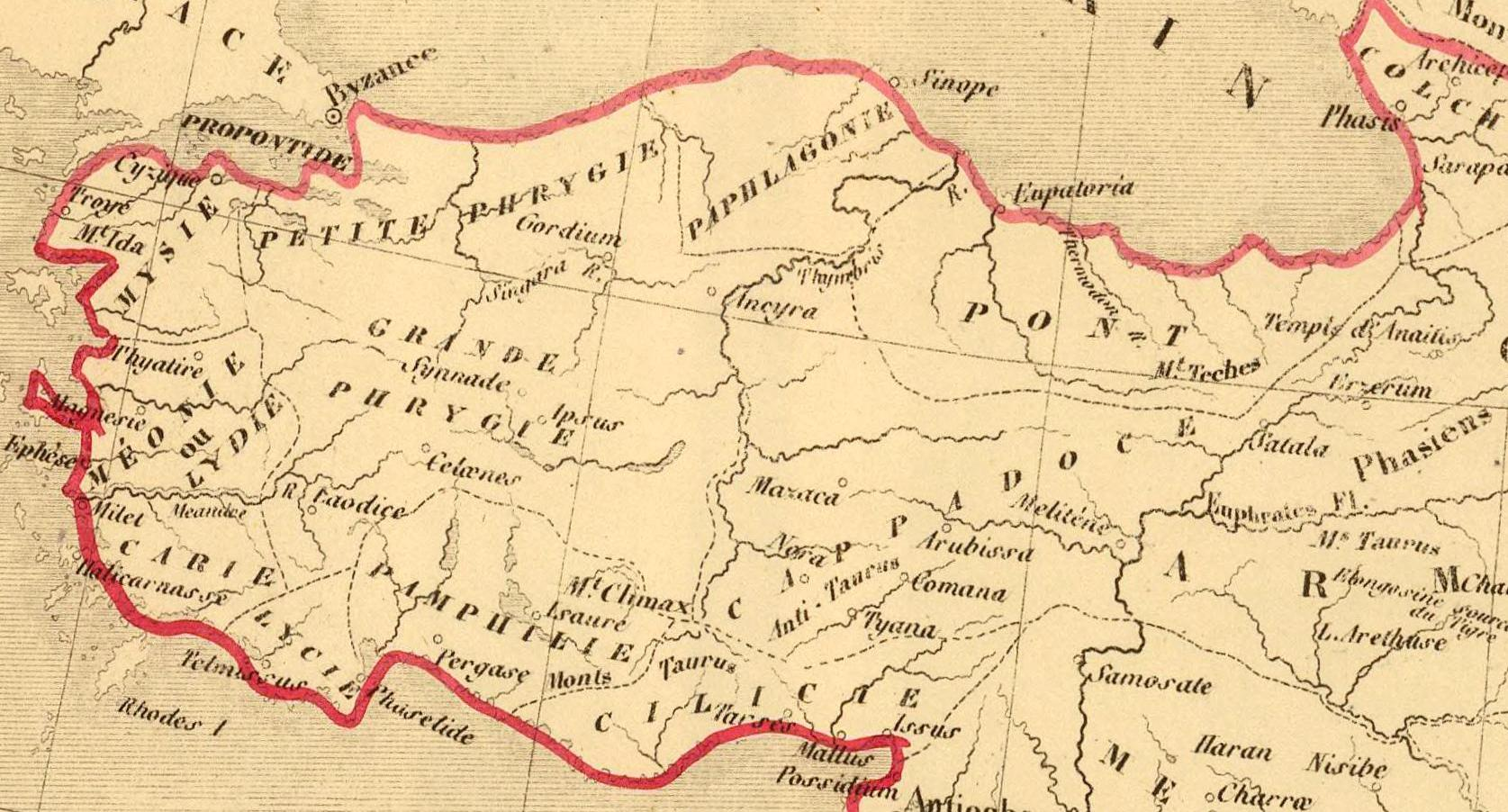
Asie Mineure au temps des Diadoques, vers 320.

- Préhistoire de l'Anatolie, Caucase, Histoire du Caucase
- Histoire de l'Anatolie
- Royaumes antiques d'Anatolie, Hittites
  - Hayasa-Azzi (1500-1290), Gasgas, Zalpuwa (en)

### Période antique

#### Le Pont avant les Grecs

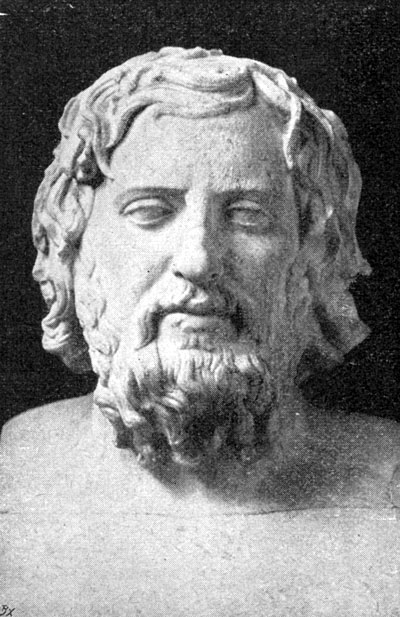
Xénophon

Le pays des Amazones, ce peuple mythique de femmes guerrières, fut naturellement situé par les anciens Grecs dans ces régions mystérieuses que constituaient encore le Pont et la Colchide à l'époque archaïque. On retrouve de cette croyance une attestation dans la toponymie : la petite île située au large de Cérasonte (Giresun), aujourd'hui appelée Giresun Adasi, était nommée Aretias par les Grecs à cause du temple dédié à Arès que, disait-on, les reines Antiope et Otréré y avaient fondé. À mesure que le pourtour de la mer Noire fut mieux connu, les Amazones furent de plus en plus assimilées aux peuples de la Steppe, comme les Sarmates.
Quant aux peuples historiques autochtones, notre principale source est l'Anabase de Xénophon (livres IV et V). En effet, son auteur, un guerrier athénien, mena, au tournant du IVe siècle av. J.-C., à travers l'Anatolie les Dix Mille, ces mercenaires grecs qui avaient servi dans les armées du prince perse achéménide, Cyrus le Jeune et s'en retournaient en Grèce. Parmi ces peuples que l'on suppose caucasiens, anatoliens ou iraniens, citons les Colques qui ont donné leur nom à la Colchide, les Chalybes, peuple de forgerons établi au sud de la région, les Scythènes implantés au sud de Trébizonde, à proximité de la passe de Zigana, les Driles belliqueux, plus à l'ouest, constructeurs de forteresses en bois, les Mosynèques (ou Moses), également évoqués par Hérodote, qui vivaient dans des tours en bois dont la plus haute servait de résidence à leurs rois qui y demeuraient cloîtrés, ou encore les Tibarènes, peuple de la côte, bâtisseurs de forteresses aux environs de Giresun et Ordu. À cette liste peuvent être ajoutés les Macrons mentionnés par Hérodote comme tributaires du Grand Roi.

#### La colonisation grecque (VIIeetVIesièclesav. J.-C.)
Le mouvement de colonisation des côtes de la mer Noire remonte à l'Époque archaïque de l'histoire de la Grèce antique, soit aux VIIe et VIe siècles av. J.-C. Elle fut avant tout le fait des Grecs d'Ionie ; la métropole de Milet y tint le premier rôle, fondant plus de quatre-vingts cités en mer Méditerranée, si l'on en croit Pline l'Ancien et son Histoire naturelle (Livre V, XXXI, 1). Ce littoral connut trois zones d'implantation : la côte micrasiatique (d'abord dans sa partie occidentale), les côtes de la Roumélie orientale et de la Dobrogée, et enfin la Crimée.
Milet fonda tout d'abord Sinope aux alentours de -630. La cité devint vite importante de par son emplacement exceptionnel sur l'isthme d'une presqu'île et le fait qu'elle soit à la mi-chemin de la côte micrasiatique. Trébizonde, plus à l'est, fut fondée ensuite, soit par des colons venus de Milet, soit de Sinope.
Diogène de Sinope (en grec ancien : Διογένης ὁ Σινωπεύς / Diogénês ho Sinopeús) y est né et y a grandi avant de fuir vers Athènes.

#### Le Pont à l'Époque classique (VeetIVesièclesav. J.-C.)

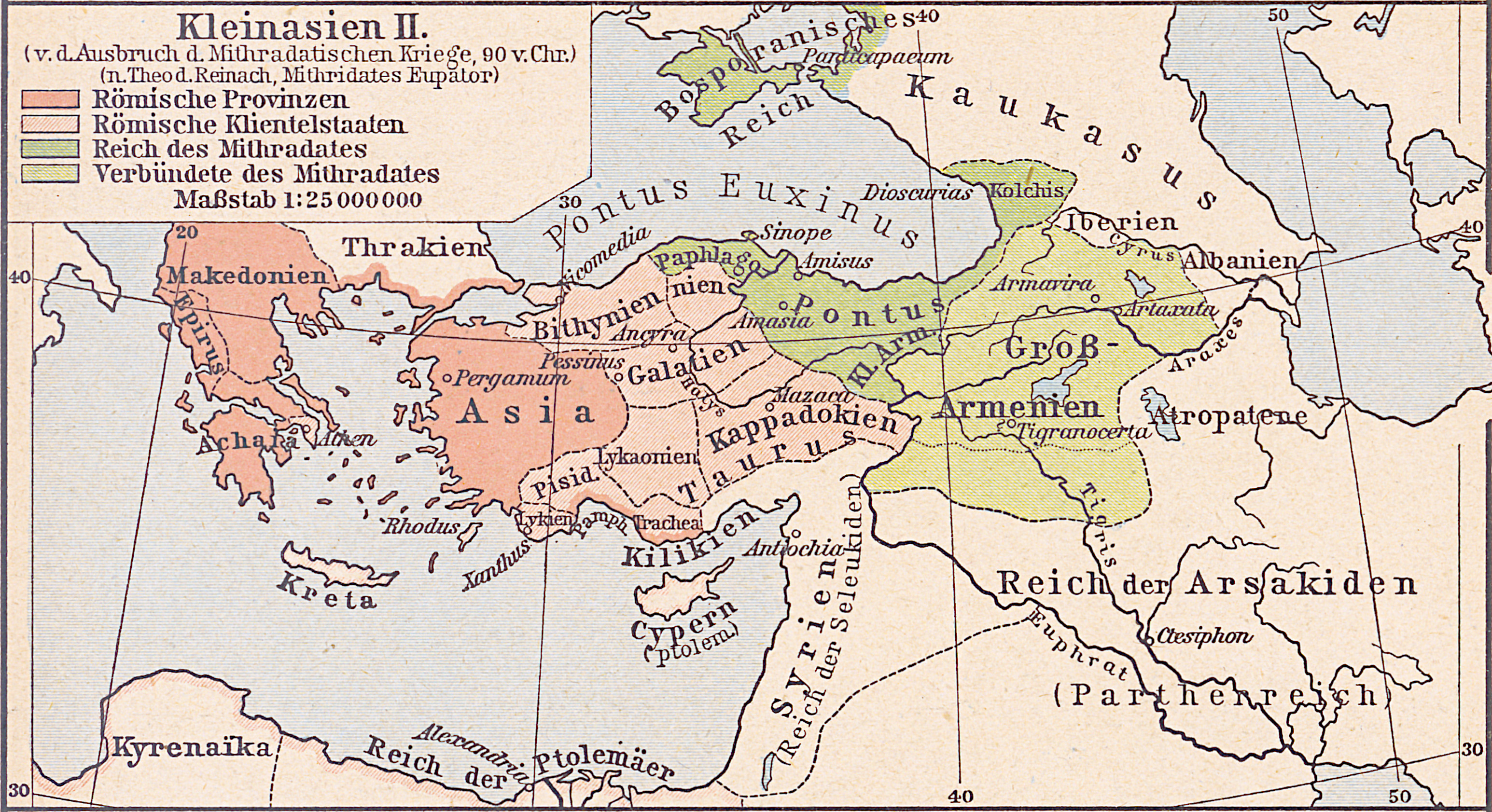
Royaume de Mithridate vers -90

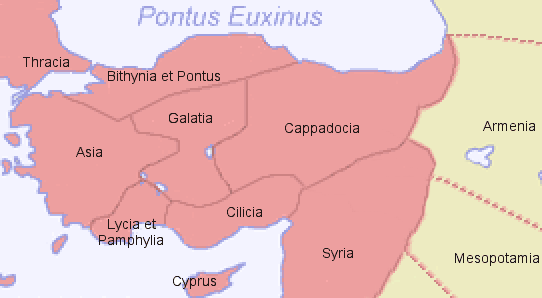
Provinces romaines d'Asie Mineure

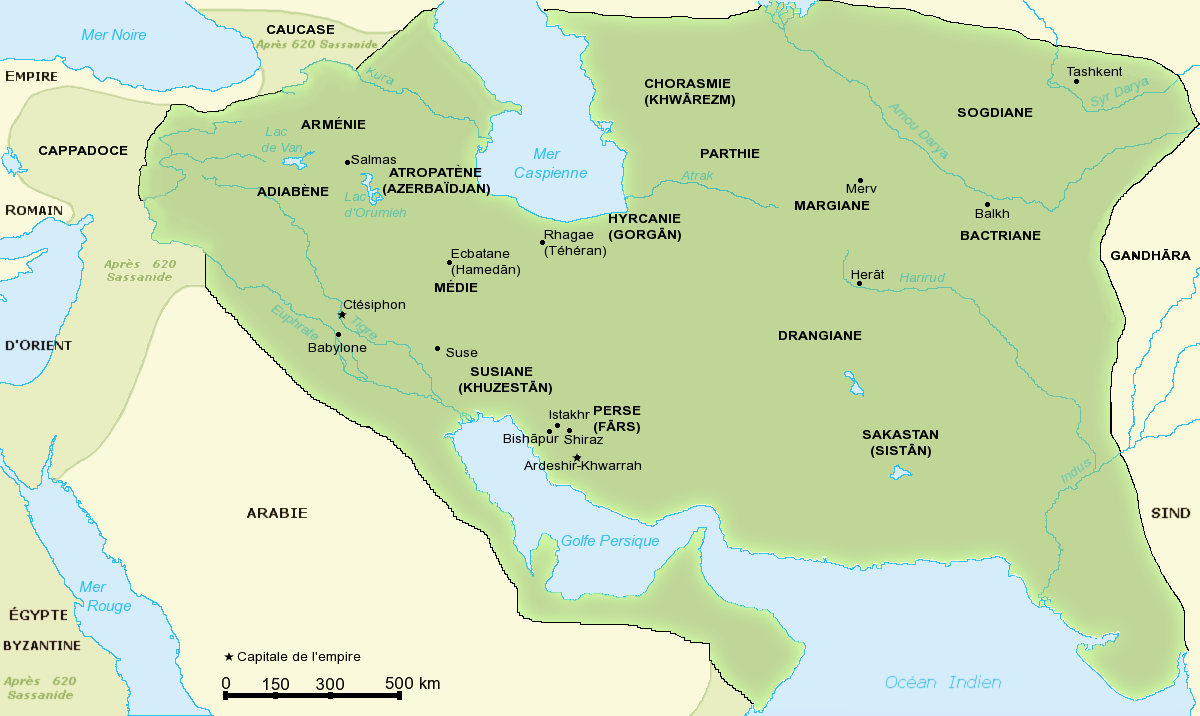
Empire sassanide (224-651)

- Achéménides (559-330, avant notre ère)
- Sassanides (224-651)

#### Le royaume du Pont (de 301 av. J.-C. à 64 apr. J.-C.)

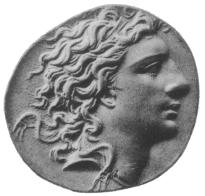
Mithridate VI le plus célèbre des rois du Pont.

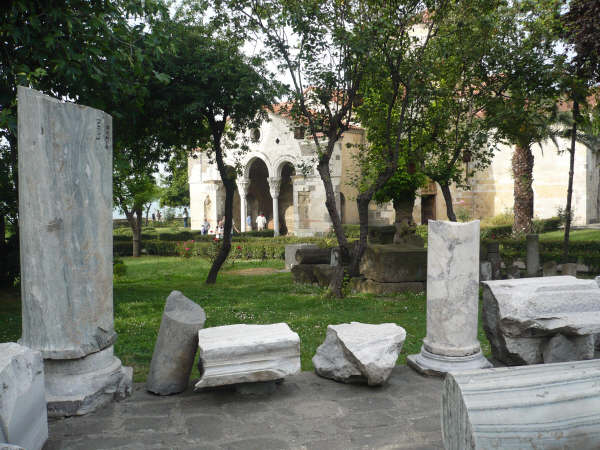
Ruine d'un temple gréco-romain à Trébizonde, et en arrière plan l'église Ayasofya (Sainte-Sophie).

#### Le Pont sous l'Empire romain (de 64apr. J.-C.à 610)

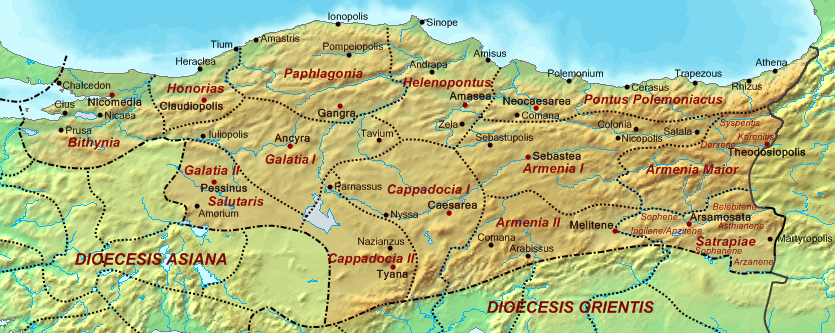
Diocèse du Pont, vers 400

- Pont Polémoniaque

### Périodes médiévale et moderne

#### Le Pont sous l'Empire romain d'Orient (Empire byzantin) (de 610 à 1204)

Thèmes byzantins vers 750

Thèmes byzantins vers 950

Thèmes byzantins vers 1025

La partie occidentale du Pont est la première à tomber entre les mains des Turcs aux lendemains de la défaite byzantine de Manzikert, en 1071, qui voit les cavaliers d'Alp Arslan déferler sur l'Asie mineure depuis l'Arménie jusqu'à la mer Égée.
Sinope est occupée, et peut-être également Trébizonde, mais ce qui n'est pas clairement attesté par notre source, l'Alexiade d'Anne Comnène, et tout au plus pour un très court laps de temps. En effet, après le désastre subi, les Grecs se ressaisissent et reprennent vite la ville et région, isolées du reste de l'Anatolie par les Alpes pontiques, difficilement franchissables pour une grande armée.
Le Pont oriental, montagneux et boisé, ravitaillé par la mer toujours dominée par les Byzantins n'est pas un domaine propice au maintien des Seldjoukides encore à demi nomades. Trébizonde va encore demeurer grecque pour près de quatre siècles.
La situation de Sinope, prise en 1081 par les Seldjoukides est un peu différente. Port situé sur l'isthme d'une presqu'île, la ville peut aisément être reprise par une opération navale de la marine byzantine, ce qui est fait avant la fin du siècle, mais elle n'est pas aussi protégée par son interland que le sont Amisos et Trébizonde, l'exposant à de nouvelles attaques.

#### L'empire de Trébizonde (de 1204 à 1461)

Beylicats d'Anatolie vers 1330

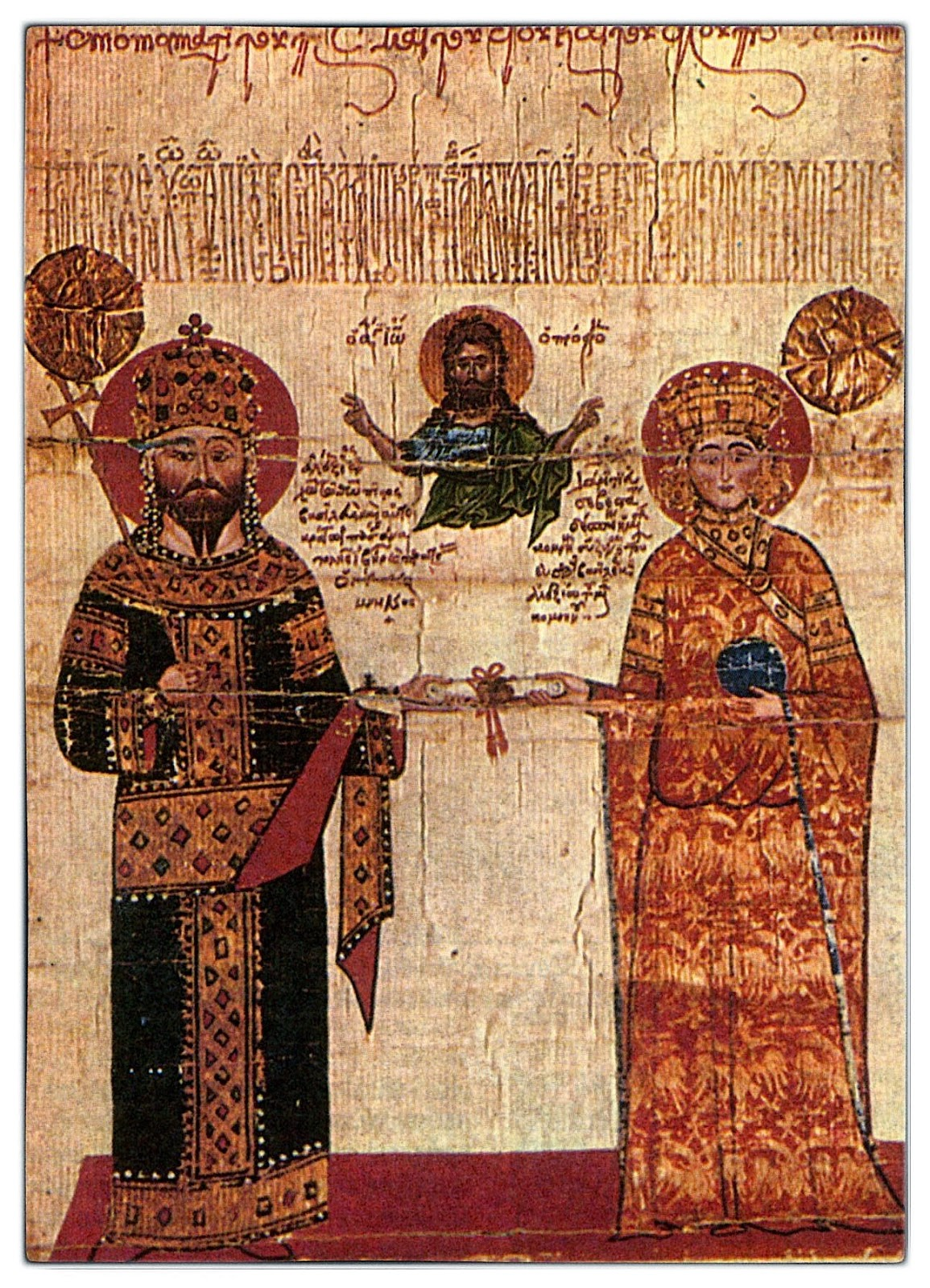
Enluminure accompagnant une chrysobulle de l'Empereur de Trébizonde Alexis III en faveur du monastère de Dionysios (mont Athos). Les deux personnages figurés sont l'empereur lui-même et l'impératrice, Théodora Cantacuzène.

Ce fut de l'une des nombreuses dépositions d'empereur consécutives aux luttes que se livraient les grandes familles et qui parsèment l'histoire de l'Empire byzantin que naquit l'empire de Trébizonde. En 1185, l'empereur de Constantinople était un Comnène. Il s'agissait d'Andronic Ier, descendant d'une dynastie qui se maintenait sur le trône byzantin depuis plus de cent ans, depuis le règne d'Alexis Ier (1081-1118). Or, cette année-là, tandis qu'Andronic se livrait à une lutte acharnée contre la corruption qui lui aliénait le soutien de la plupart des grandes familles, de cuisantes défaites à Dyrrachion puis à Thessalonique face aux Normands de Robert Guiscard achevèrent de miner le pouvoir impérial : un sombre complot amena au pouvoir un cousin d'Andronic, connu sous le nom d'Isaac II Ange, tandis que le malheureux empereur était mis à mort par la plèbe de Constantinople : c'était la fin du règne des Comnène. Cependant, deux des petits-fils de l'empereur déchu, Alexis et David, parvinrent à rejoindre le Pont, province isolée du reste de l'Empire par les Turcs du Sultanat de Roum, et, de ce fait, fort autonome vis-à-vis de Constantinople. Cet exil ne devait rien au hasard : la famille des Comnène était en effet originaire des régions littorales de la mer Noire (la Paphlagonie, peut-être la ville de Kastamonu) et avait encore là-bas une clientèle fidèle, ainsi que des liens de sang avec les souverains de la Géorgie voisine, alors au faîte de sa puissance. Dès lors, sous la protection de la reine Tamar, leur cousine, les deux frères attendaient l'occasion de faire valoir leurs droits face à l'usurpateur. L'année 1204 allait la leur apporter.
On a souvent écrit que c'est par contrecoup à la Quatrième croisade que les deux frères Comnène étaient parvenus à se tailler un empire dans le Pont. En réalité, la prise de Constantinople par les Francs et la fondation du nouvel empire de Trébizonde, datées du même mois d'avril 1204, furent quasi simultanés — l'établissement des Comnène à Trébizonde étant même un peu antérieur à la prise de Constantinople, due au délitement de l'Empire sous les règnes Isaac II et d'Alexis III au temps des Angelos. Le succès d'Alexis et de David Comnène à Trébizonde ne devait donc rien aux chevaliers de la Quatrième croisade. En revanche, il ne fait guère de doute que sans l'effondrement et le morcellement de Byzance, Alexis et David auraient eu toutes les difficultés à se maintenir dans leurs conquêtes. David Comnène fut ainsi, au contraire, en mesure de poursuivre son avantage en poussant ses conquêtes vers l'ouest : Sinope fut prise, bientôt suivie d'Héraclée du Pont. David Comnène devait cette fois, outre à ses qualités de stratège, la faveur des armes à des ententes de circonstances avec les Latins de Constantinople. Héraclée allait toutefois être le point limite de l'expansion trapézontaise. Là, en effet, Théodore Lascaris, empereur byzantin de Nicée obligea David à stopper son avance et le refoula hors de Paphlagonie, en 1214. La même année, les Seldjoukides s'emparaient de Sinope, isolant l'empire de Trébizonde du reste du monde grec. Malgré ce rapide reflux, il semble que ce fut dès les premières années de son existence que les troupes de l'empire de Trébizonde prirent le contrôle de Chersonèse et de la Gothie, cette partie de la péninsule de Crimée qui était une tête de pont byzantine au nord de la mer Noire depuis plusieurs siècles.
Le terme d'« empire de Trébizonde », comme celui d'« Empire byzantin », n'est qu'une création externe à cet État, visant à le distinguer commodément des autres entités byzantines se réclamant de l'héritage impérial et visant à la reconquête de Constantinople, la capitale, et à la restauration de l'Empire tel qu'il existait au temps des Macédoniens : le despotat d'Épire et l'empire de Nicée. À la déposition d'Alexis V par les croisés, Alexis et David n'avaient pas hésité, depuis Trébizonde, à s'arroger le titre d'empereur, constatant que les Ange et leurs successeurs avaient été chassés du trône, et se prévalant de leur qualité de descendants directs d'Andronic Ier Comnène et donc d'héritiers de la vieille dynastie impériale. C'est ce titre seul, celui d'empereur d'Orient, revendiqué par ses souverains, qui justifie l'appellation de cet État aux dimensions pourtant exiguës. On le dénomme « empire de Trébizonde » par commodité, pour le distinguer de celui de Nicée, mais il s'agissait bien de l'Empire romain d'Orient, ou du moins de l'État qui en revendiquait la continuité après le choc de 1204. Certains historiens considèrent que le titre impérial réclamé par les Comnène de Trébizonde, était en réalité un moyen pour la puissante Géorgie, devenue rivale d'un Empire byzantin qui avait perdu son lustre, d'obtenir, au moins indirectement, au travers des souverains d'un État client, le titre suprême. Dès 1261 cependant, Constantinople redevenait grecque avec la victoire de Michel VIII Paléologue, et ce dernier n'allait bientôt plus tolérer la concurrence des Comnène. Ainsi le Paléologue invita-t-il Jean II de Trébizonde (1262-1297), dans sa capitale pour lui offrir en mariage sa fille, Eudoxie, et le convaincre de renoncer à certains attributs impériaux. Un compromis tout byzantin fut alors trouvé, les Comnène de Trébizonde s'intitulant « basileus et autocrators de tout l'Orient, des Ibères et de la Province d'Outre-Mer » et non plus « basileus et autocrators des Romains », et l'aigle des Trapézontais devenant monocéphale, tout cela peut-être dès le règne de Jean II.
Une fois installé dans ses frontières, le jeune Empire prit bientôt sa place dans les complexes jeux d'alliances et de rivalités qui agitaient les États d'Asie mineure : un traité de non-agression, dénoncé par le gouverneur seldjoukide de Sinope, provoqua une guerre contre le Sultanat de Roum qui se solda, grâce à l'intervention miraculeuse de saint Eugène, par la déroute des Turcs. Moins heureux fut en revanche le choix de l'alliance avec Jalal ad-Din, le chah du Khwarezm, contre les Seldjoukides : le Khwarezmien (et son allié pontique) vaincu par les Turcs en 1233, Trébizonde dut renoncer à ses prérogatives acquises sur le Sultanat de Roum lors de sa précédente victoire. Tous ces conflits, seulement connus de façon lacunaire, eurent lieu sous le règne d'Andronic Ier (1222-1235), le successeur d'Alexis.
Mais peu après ces événements, l'irruption d'un nouvel acteur dans le Caucase et l'Asie mineure allait modifier la situation avec une ampleur inégalée. En 1221, les Géorgiens, alliés et protecteurs de Trébizonde, étaient écrasés par une avant-garde mongole menée par Djebé et Süböteï, deux généraux de Gengis Khan. Quinze ans plus tard, en 1236, les cavaliers mongols étaient de retour dans le Caucase et imposaient à la Géorgie d'accepter la vassalité. En 1243, un nouvel assaut, mené par Baïdju et dirigé contre l'Asie mineure, balayait les Seldjoukides qui avaient fait appel à tous leurs voisins, Trébizonde y compris. Dès lors, Manuel Ier (1235-1264), s'empressa de se déclarer vassal du Grand Khan, ce qui allait permettre à ses États de vivre sous le régime de la Paix mongole au prix d'un modeste tribut. Les nouveaux maîtres de l'Anatolie se gardèrent bien d'entreprendre quoi que ce soit contre un État assurément peu menaçant et où l'on s'entendait si bien à l'art du commerce. La sécurité de l'Empire était assurée, et les cartes s'en trouvaient entièrement rebattues : Manuel Ier put même en profiter pour reconquérir Sinope sur les Turcs, en 1254.

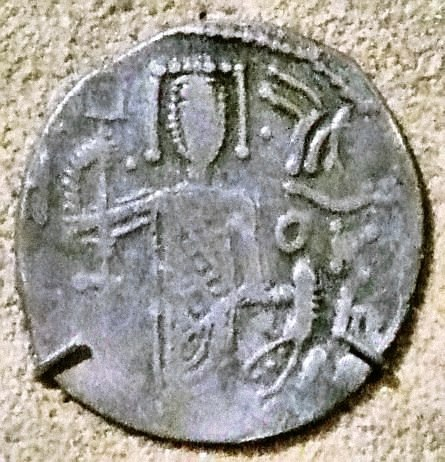
Une monnaie (aspre) d'argent émise sous le règne de Manuel Ier. Noter la couronne à pendeloques des empereurs byzantins surmontant sa silhouette.

Trébizonde, qui par son statut de grand port sur la mer Noire jouait déjà un rôle commercial non négligeable, allait passer, grâce à la Paix mongole et à l'unification et la pacification par cet empire de presque tout le continent asiatique (ce qui facilitait considérablement les échanges), au statut de grande place commerciale. Il faut dire que le sac de Bagdad, en 1258, par les Mongols avait eu pour conséquence de détourner une bonne partie des flux commerciaux qui rejoignaient les ports du Proche-Orient via Bagdad et Damas vers une nouvelle route qui passait par Tabriz et Erzurum pour rejoindre les ports de la mer Noire. De tels bouleversements ne pouvaient cependant pas laisser indifférent les puissances marchandes d'Italie. Ce fut Gênes qui sut le mieux tirer profit de la nouvelle situation en signant avec Constantinople le traité de Nymphée de 1261 dont les clauses donnaient dans les faits un quasi-monopole du commerce dans la mer Noire à la cité ligure. Bien sûr, Trébizonde, qui ne disposait pas d'une flotte importante, ne pouvait dans un premier temps que profiter du dynamisme des Génois. Mais il fallut toutefois vite composer avec un rival de plus en plus encombrant, et solidement implanté dans ses nombreux comptoirs tels que Caffa. Ce fut ainsi que sous le règne d'Alexis II, les Génois disposaient de leur propre forteresse à Trébizonde. L'histoire de l'Empire fut ainsi émaillée de querelles, d'escarmouches et de traités entre Grecs et Italiens, tournant tantôt à l'avantage des uns, tantôt à l'avantage des autres. On aurait cependant tort de croire que Trébizonde, en accordant des concessions à Gênes, s'en trouvait spoliée de bénéfices potentiels : les Comnène ne pouvaient pas rivaliser avec l'efficacité du commerce des Italiens, et ils tiraient de substantiels revenus de leur présence. En outre, il surent avec plus ou moins de bonheur jouer des rivalités entre la république de Gênes et Venise pour maintenir un équilibre avantageux en mer Noire.

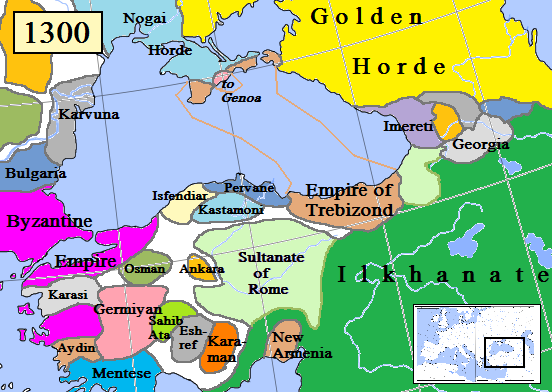
L'empire de Trébizonde en 1300

L'empire de Trébizonde traversa ainsi une période de hauts et de bas lors de laquelle son opulence attira de nombreuses convoitises, que cela fût de la part des tribus Turkmènes au sud, des Géorgiens à l'est ou encore de Byzance où Andronic II Paléologue usa d'intrigues pour faire rentrer ce petit empire excentrique dans le giron constantinopolitain. Le règne d'Alexis II (1297-1330) se signala par une grande prospérité de l'Empire et un fort pouvoir de l'État.
La mort d'Alexis allait cependant plonger l'Empire dans un quart de siècle de guerre civile. Les élites pontiques étaient en effet divisées entre Scholarioi, les descendants de ces nobles byzantins qui avaient suivi Alexis Ier et David dans leur exil trapézontais au moment de la fondation de l'Empire, et les Mesochaldaoi, descendants de la noblesse autochtone. Il s'agissait en somme d'un clivage entre deux noblesses, l'une urbaine (les Scholarioi), l'autre rurale (les Mesochaldaoi). En l'absence d'un homme fort au sommet de l'État (le successeur d'Alexis, Andronic III mourant après moins de deux ans de règne et laissant le pouvoir à un fils, Manuel II seulement âgé de huit ans), les deux factions en profitèrent pour laisser leurs querelles s'exprimer au grand jour, favorisant leur candidat au trône à mesure que les membres de la famille impériale se trahissaient, se combattaient, s'assassinaient les uns les autres pour usurper le pouvoir de leur parent. Les années 1347-1348 marquèrent le point d'orgue de cette période cataclysmique : les Turcs, profitant de la faiblesse de l'Empire, firent la conquête d'Oinoé et mirent le siège devant Trébizonde, puis ce furent les Génois qui s'emparèrent de Cérasonte, et ce fut enfin la Peste noire qui, partie de Caffa, ravagea Trébizonde et les autres cités pontiques. Ployant sous le poids des catastrophes qui s'accumulaient sur ses États, l'empereur Michel Ier abdiqua en 1349 en faveur de son petit-neveu, Alexis III, qui fut couronné l'année suivante et dont la première décision fut de faire enfermer son grand-oncle dans un monastère (sort que ce dernier avait déjà fait subir à son propre fils et prédécesseur, Jean III). Alexis, de caractère énergique, s'employa dès lors, avec l'aide de sa mère, Irène de Trébizonde, à remettre au pas ses vassaux, ce à quoi il parvint tant bien que mal au terme de cinq années de luttes âpres et fratricides.
Le règne d'Alexis III, qui dura près de quarante ans, fut marqué par une consolidation de l'Empire. Cherchant à sécuriser son territoire, Alexis entreprit plusieurs campagnes contre les Turcs (souvent avec succès, aussi entrecoupés par quelques échecs retentissants) mais, surtout, donnant plusieurs de ses filles - toutes réputées superbes - en mariage aux émirs turcs circonvoisins pour s'assurer de leur bienveillance, il inaugura une politique matrimoniale qui allait faire plus pour la gloire et la postérité de Trébizonde que tous ces faits d'armes en créant un véritable mythe connu dans tout le monde chrétien : celui de la princesse de Trébizonde.
La menace turque, en effet, allait croissante à partir de la seconde moitié du XIVe siècle. Ce n'était plus tant les petits émirs turcs ou turcomans dont le pouvoir de nuisance était relativement limité pour une cité telle que Trébizonde qui pouvaient alarmer ses empereurs, mais celle d'une nouvelle puissance turque qui était née à l'ouest de l'Anatolie par le génie de la dynastie des Osmanli et que l'on connaîtrait bientôt sous le nom d'Empire ottoman. Si ce nouvel adversaire, après des victoires fulgurantes contre les Grecs de Constantinople et les autres princes chrétiens des Balkans avait subi un véritable désastre à la bataille d'Ankara face aux Turkmènes de Tamerlan 1402, il ne s'en releva pas moins avec une vitesse stupéfiante, enlevant Thessalonique en 1430 et, surtout, conquérant Constantinople le 29 mai 1453 ce qui amena de nombreux réfugiés dans la capitale des Comnène. Dès lors, il fallait à tout prix trouver des alliés. Le Concile de Florence de 1439, auquel avait participé des envoyés de l'empereur de Trébizonde dont l'humaniste Georges Amiroutzès (mais aussi Jean Bessarion, comme envoyé de Constantinople, mais originaire de Trébizonde) qui avait abouti à la proclamation de l'Union des Églises catholiques et orthodoxes n'avait apporté qu'un espoir mitigé à Trébizonde : à Constantinople, Constantin XI avait proclamé le Catholicisme le 12 décembre 1452 (ce que Trébizonde ne fit jamais) et n'avait reçu en retour qu'un maigre soutien de la part des Latins ; que pouvait espérer d'eux le dernier réduit de l'Hellénisme, perdu aux confins du monde connu ? Un seul allié potentiel s'offrait alors à Jean IV, parvenu sur le trône en 1429 : les Turcomans du Mouton Blanc (en turc Ak Koyunlu), installés autour de Diyarbakir, et dont la puissance, en plein ascension et sans doute propre à rivaliser avec les Ottomans, parvenait précisément à son faîte sous le règne d'Uzun Hasan (1453-1478).

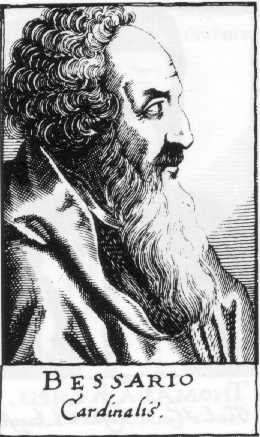
Bessarion, le plus célèbre représentant de l'humanisme trapézontais.

La politique matrimoniale de Trébizonde s'était déjà tournée vers Aq Qoyunlu par le passé : Alexis III avait offert en mariage une de ses filles à Kara Yülük, prince de cette même horde. Or, Jean IV de Trébizonde possédait une fille, connue sous le nom de Despina Hatun (de son vrai nom, Théodora), et dont « […] il était de commune opinion qu'il n'en fût pas en ce temps de plus belle », selon le dire du géographe vénitien Ramusio. On imagine aisément qu'Uzun Hasan convoitait la jeune princesse. Mais il est absolument remarquable que celui-ci l'ait acceptée comme épouse contre une dot quasi nulle, en promettant l'appui inconditionnel de ses armées et de son trésor à son beau-père, et en la laissant demeurer chrétienne. L'existence d'une princesse byzantine influente auprès d'Uzun Hasan - certes un « infidèle » mais l'ennemi juré des sultans ottomans - fit naître dans l'Occident du Moyen Âge finissant un espoir diffus de nouvelle croisade et de triomphe du christianisme, faisant de la princesse de Trébizonde une sorte de Prêtre Jean au féminin. Trébizonde disposait ainsi d'une alliance de poids, laquelle pouvait être renforcée par les princes chrétiens d'Arménie ou de Géorgie, ainsi que par les puissances turques d'Asie mineure encore indépendantes telles que l'émirat de Sinope ou le beylicat de Karaman, naturellement hostiles à l'expansionnisme des Ottomans. Une véritable ligue s'était ainsi constituée lorsque mourut Jean IV, en 1459. Son frère et successeur, David II, poursuivit sa politique, s'efforçant de consolider l'alliance avec le souverain d'Aq Qoyunlu, son neveu par alliance, mais recherchant également de l'aide en Occident auprès des deux plus ardents partisans de la croisade de ce temps : le pape Pie II et le duc de Bourgogne, Philippe le Bon. Si l'enthousiasme des Latins fut grand, les ambassades de David eurent des résultats pratiquement nuls.
Une telle coalition ne pouvait qu'inquiéter Mehmed II, le sultan ottoman. Primitivement destinée à se prémunir des attaques ottomanes, l'alliance eut en réalité l'effet inverse, poussant Mehmed à attaquer à l'est, en l'année 1461. Décidé à anéantir Trébizonde, Mehmed II établit un plan qui lui permit de se débarrasser un à un de tous les alliés potentiels des Comnène, prenant Amastris à Gênes, et poussant l'émir de Sinope à la capitulation. Face à Uzun Hasan, il sut tant manier la caresse et la menace que celui-ci renonça finalement à son alliance avec David. La cité des Comnène se retrouvait à peu près seule face aux Ottomans. Parvenus aux pieds des murailles de Trébizonde, les Turcs y mirent le siège et envoyèrent à David une proposition de capitulation avec la promesse que ses sujets seraient épargnés et que sa famille et lui conserveraient leur fortune. Sagement, David accepta. À une date inconnue mais généralement située vers le milieu du mois d'août 1461, Mehmed II entrait en grande pompe dans Trébizonde conquise, marquant la fin définitive de la domination grecque dans le Pont.

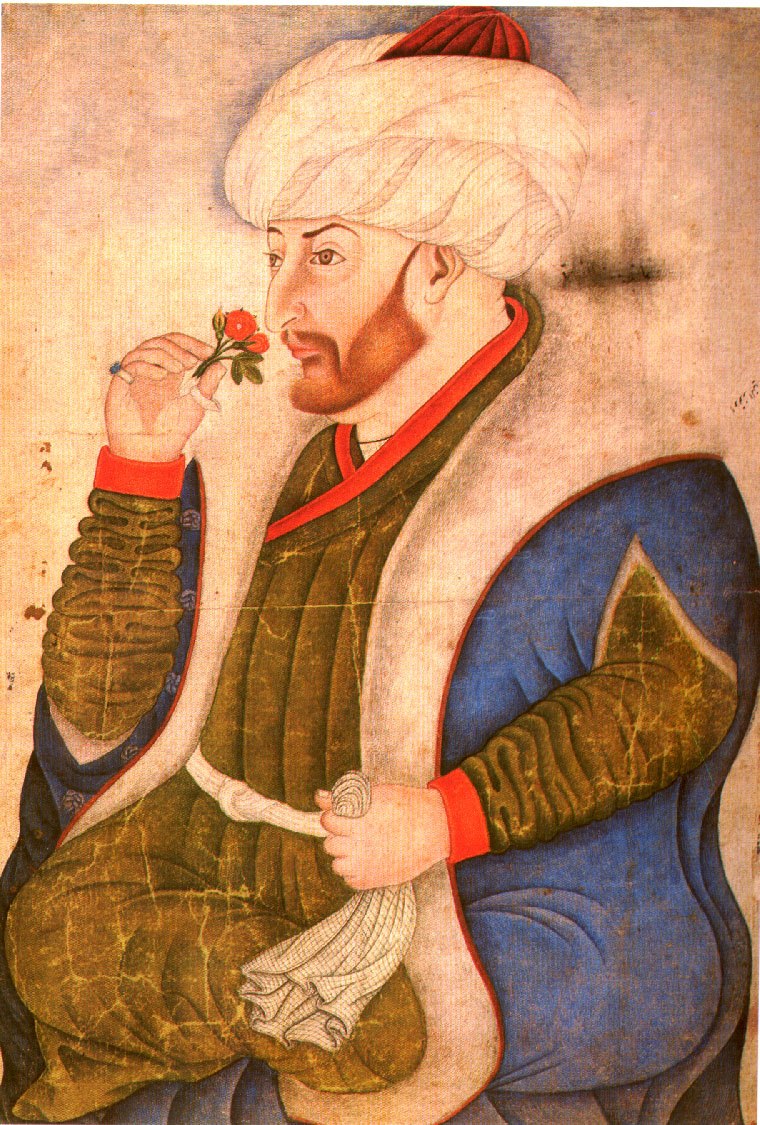
Mehmed II, le conquérant de l'empire de Trébizonde, d'après une miniature du XVe siècle.

Quant à David Comnène et les siens, ils furent envoyés à Andrinople et pourvus d'une rente. Mais l'empereur déchu constituait indubitablement une menace latente pour Mehmed II : ne risquait-il pas à la première occasion de fédérer autour de sa personne les Grecs et tous les chrétiens soumis à l'autorité de la Sublime Porte ? Prenant prétexte d'une lettre compromettante de Théodora, sa nièce, l'épouse d'Uzun Hasan, reçue par David, Mehmed II le fit mettre aux fers puis exécuter, ainsi que ses trois fils et son neveu, le 1er novembre 1463, anéantissant la lignée directe des Comnène de Trébizonde.

#### Le Pont sous la domination ottomane (de 1461 à 1915)

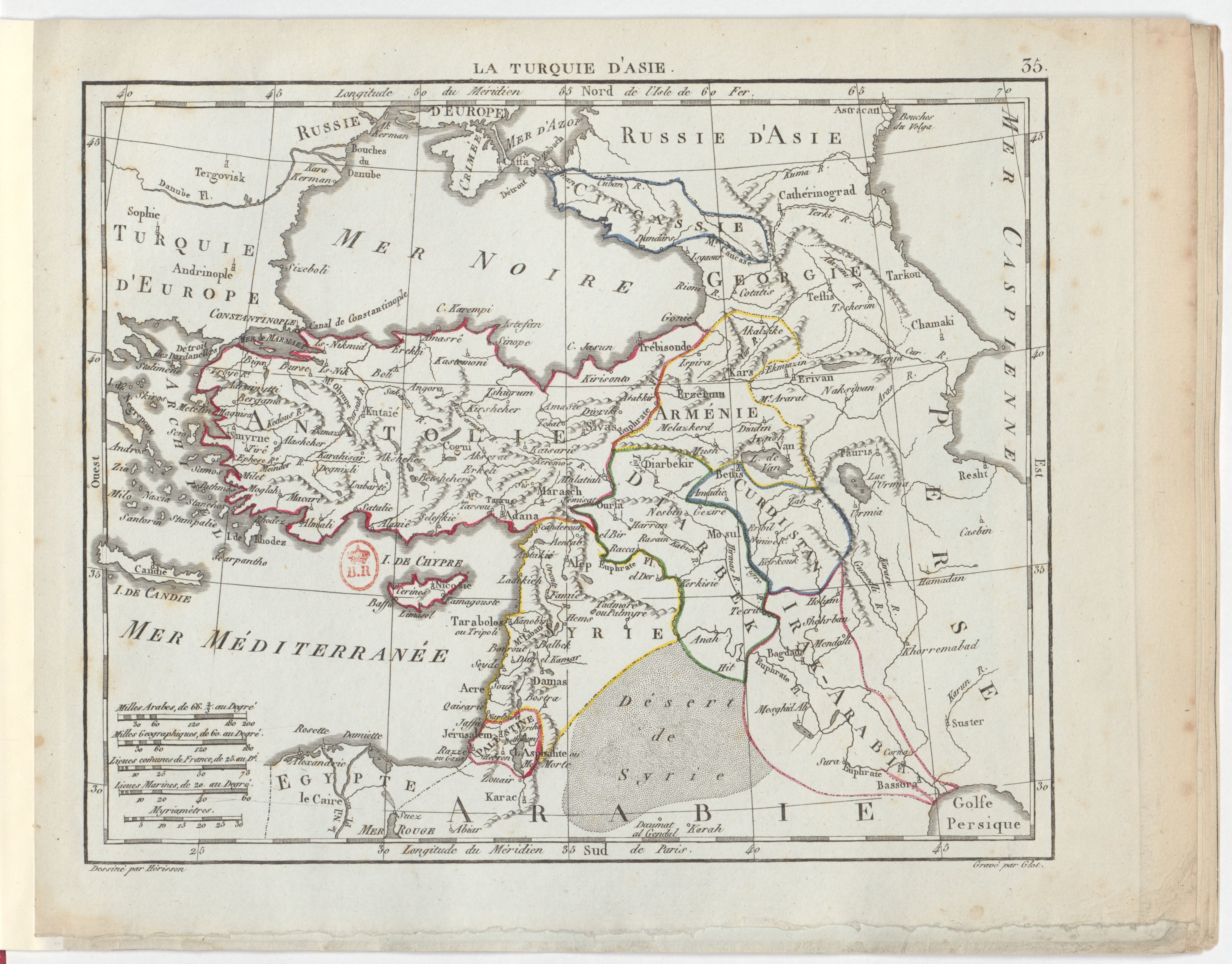
Turquie d'Asie en 1806

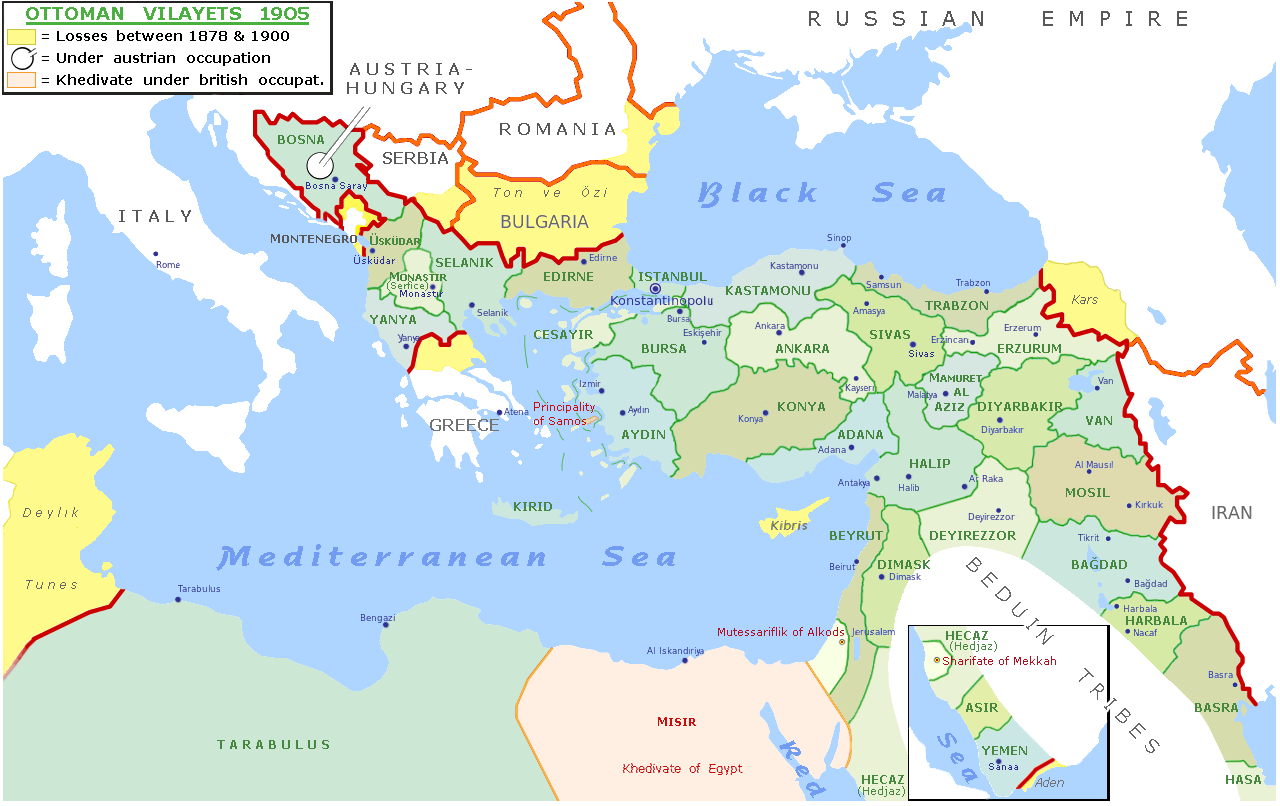
Vilayets ottomans en 1905

Chiffres du génocide arménien de 1905

La chute de Trébizonde, provoqua, malgré sa compromission, la colère d'Uzun Hasan. Peut-être poussé par Théodora son épouse, il envoya un ultimatum à Mehmed II pour que Trébizonde lui fût cédée. Mehmed l'ignora. Uzun Hasan, devenu shah de Perse trouva là un casus belli pour en venir aux armes contre son rival. Des tractations eurent lieu avec Venise qui devait participer à la lutte contre l'ennemi commun ottoman, et surtout pourvoir les Turcomans en armes à feu auxquels un tel armement faisait cruellement défaut face aux janissaires de Mehmed II. Les armées d'Uzun Hasan prirent l'offensive au printemps 1472, tandis qu'Alexis Comnène, l'ultime prétendant au trône (il était un neveu de Théodora), entreprenait le siège de Trébizonde avec le soutien des Géorgiens. Ce fut un échec complet pour les adversaires de Mehmed II : Uzun Hasan fut vaincu par deux fois, en 1472 et 1473 et dut renoncer à ses prétentions en Anatolie. La responsabilité de cette défaite en revient très probablement en partie aux Vénitiens qui ne livrèrent jamais à Uzun Hasan l'artillerie promise. Avec la défaite d'Aq Qoyunlu, le dernier espoir d'une restauration de l'empire de Trébizonde s'envolait. Une bonne partie de la population grecque de la côté partit vers cette époque dans la région de Gümüşhane où se trouvaient des mines de fer et de métaux précieux.
La région connut ensuite une relative stabilité entre les mains des Ottomans, la population chrétienne, demeurée très majoritaire (en fait seuls les militaires et quelques fonctionnaires étaient turcs), étant autorisée à pratiquer son culte comme bon lui semblait, seulement soumise à un statut particulier, celui de dhimmi. Si ses ports - et en premier lieu Trébizonde - et son commerce demeuraient actifs, le Pont avait perdu l'essentiel de ses élites avec la conquête ottomane : d'abord Mehmed II avait déporté une grande partie des populations urbaines des villes conquises pour repeupler Constantinople, ensuite, de nombreux nobles avaient fui vers la cour d'Uzun Hasan, la Géorgie ou l'Occident. Le Pont était en fait devenu une province périphérique de l'Empire dont l'intérêt que lui portaient les sultans de Constantinople était à peu près proportionnel aux tensions entre l'Empire turc et l'Empire safavide de Perse, ceci à cause de sa situation éminemment stratégique. À partir du XVIIIe siècle, avec le délitement qui touchait l'Empire ottoman, le Pont eut de plus en plus à souffrir de son éloignement de la capitale, se retrouvant souvent entre les mains d'administrateurs, les derebeys, souvent peu scrupuleux qui, agissant tels de véritables caïds, achevèrent de le faire péricliter.

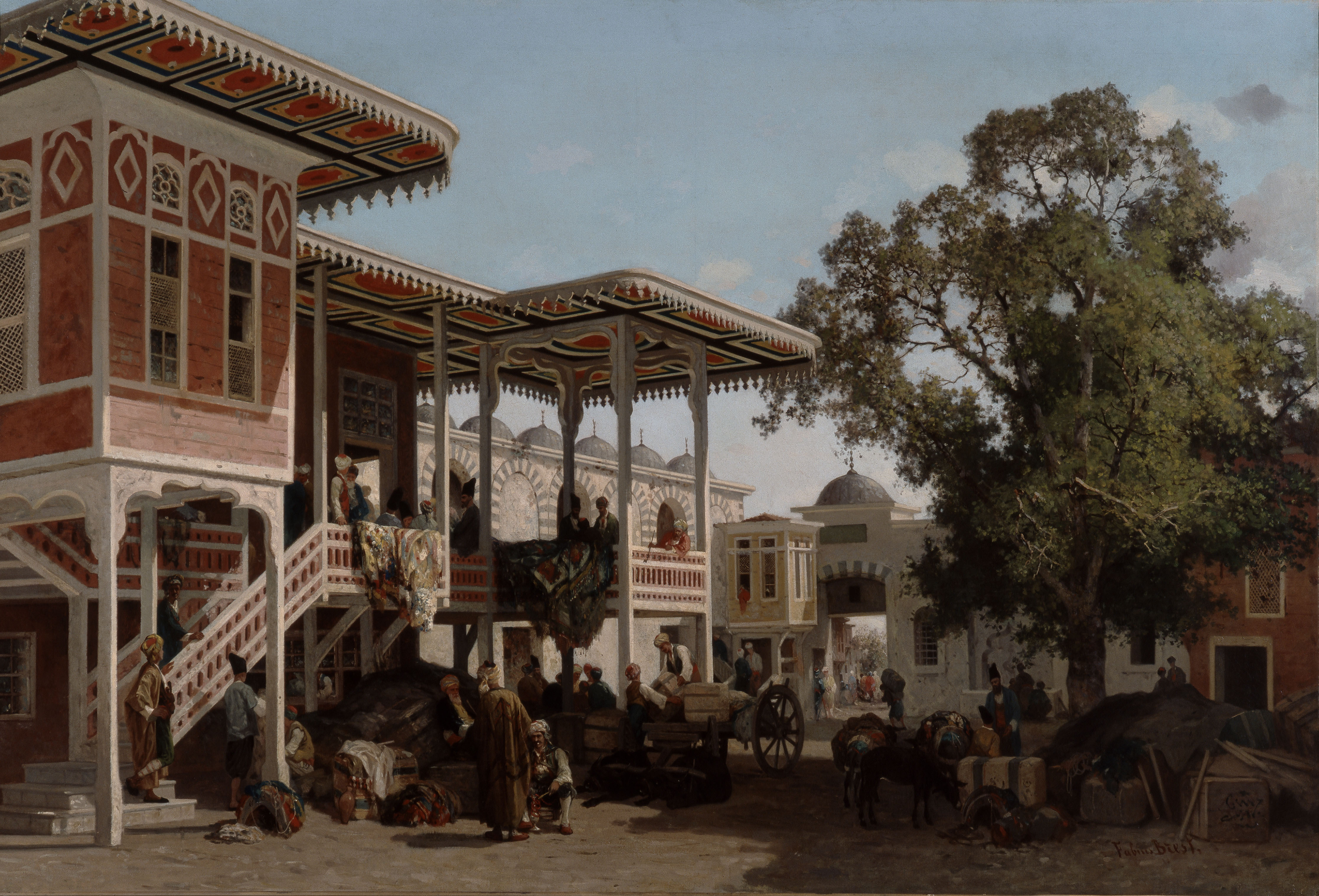
Un caravansérail à Trébizonde, peint par l'orientaliste français Fabius Brest lors de son voyage en Turquie (1855-1859). L'artiste a visiblement été davantage frappé par le pittoresque turc que par la spécificité pontique.

Le XIXe siècle, qui vit l'Empire ottoman perdre définitivement de sa superbe jusqu'à être qualifié « d'homme malade de l'Europe », marqua un tournant pour la population grecque du Pont. La Russie, dans sa poussée vers le sud et le Caucase était en mesure d'envahir la région : ainsi, en 1829, le général Paskevitch poussa-t-il jusqu'aux portes de Trébizonde. Cette nouvelle proximité géographique russe avec la région eut pour conséquence fut une forte émigration de l'élément grec de la population vers la Russie, peut-être 90 000 personnes après la campagne des années 1828-1829, fuyant les représailles des Turcs une fois les troupes russes reparties. Les Russes encourageaient cette immigration vers leurs nouveaux territoires des bords de la mer Noire et du Caucase afin de repeupler des régions vidées de leurs éléments musulmans. Après la guerre russo-turque de 1877-1878, 100 000 nouveaux Pontiques émigrèrent vers la Russie.
On pourrait croire que cette ingérence de plus en plus insistante de la part de la Russie, mais aussi des puissances occidentales, dans les affaires ottomanes aurait dû améliorer le sort des minorités chrétiennes dans l'Empire turc. Elles ne firent en réalité qu'éveiller des tensions nouvelles. Déjà, la guerre d'indépendance grecque de 1821-1830 avait redéfini les droits politiques et religieux des sujets grecs encore soumis à la Sublime Porte, tandis que les conflits récurrents entre la Russie orthodoxe et l'Empire ottoman faisaient envisager aux populations musulmanes de ce dernier État leurs compatriotes grecs non plus seulement comme des infidèles, mais surtout comme des alliés objectifs de leur ennemi du nord. Même avec la promulgation de l'Hattı hümayun qu'Abdülmecit Ier avait été contraint d'accorder en 1856 et qui offrait divers droits et privilèges aux chrétiens, la situation continua à aller de mal en pis. L'Empire ottoman de la seconde moitié du XIXe siècle fut ainsi marqué par un essor du nationalisme qui aboutit, en 1908, à la prise du pouvoir par le parti des Jeunes-Turcs et la déposition du sultan Abdülhamid II. Il s'agissait certes bien pour le nouveau gouvernement de Constantinople de promouvoir des réformes inspirées des idées libérales occidentales, mais ce mouvement avant tout patriotique, n'entendait s'adresser qu'aux Turcs ethniques, et allait mettre fin à plusieurs siècles de cohabitation pacifique entre musulmans et autochtones. La Première Guerre mondiale et les difficultés des Turcs face à la Triple-Entente allaient achever de briser le modus vivendi qui unissait encore populations chrétiennes et musulmanes en Asie mineure. Ainsi, Grecs et Arméniens furent-ils rejetés des unités combattantes et cantonnés à des tâches de logistique, suscitant de part et d'autre rancœurs et haines.

### Période contemporaine

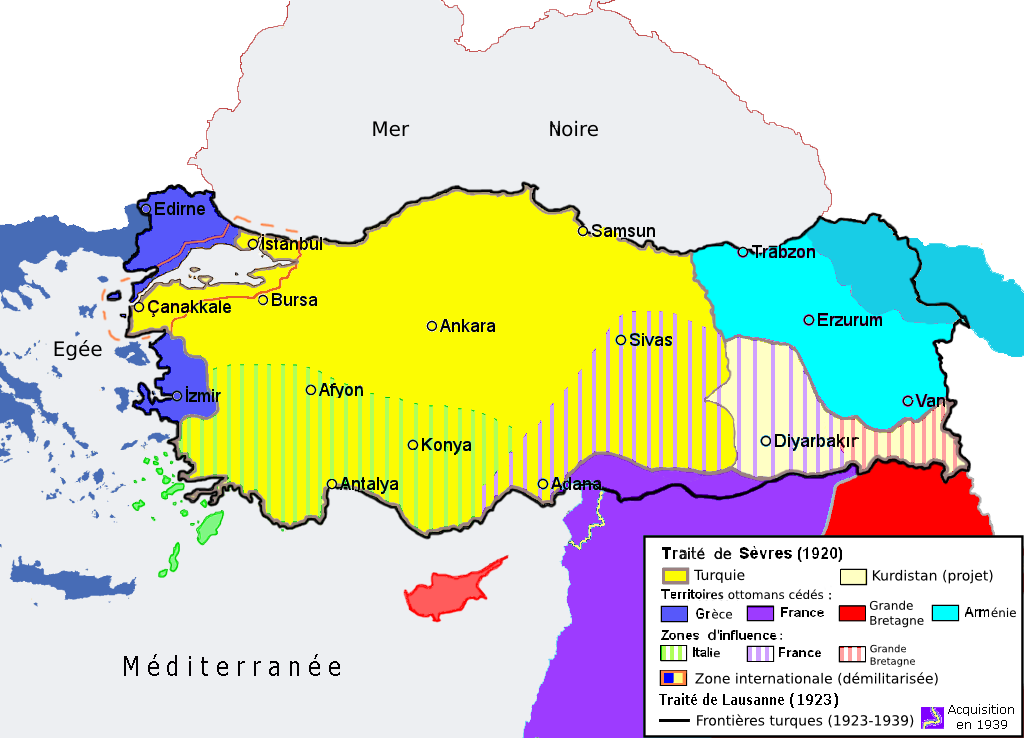
Traité de Sèvres (1920)

- République du Pont (proposition, 1919)

#### L'indépendance avortée et le «génocide pontique» (de 1915 à 1923)
La Première Guerre mondiale devait constituer pour la population grecque pontique une rupture dramatique qui allait remettre en cause toutes ses perspectives d'avenir et son existence même. À première vue pourtant, du point de vue grec, le déclenchement du conflit pouvait passer pour un événement profitable, permettant le retour dans la région d'une puissance bienveillante, l'Empire russe, protecteur du Christianisme orthodoxe et grand rival des Ottomans. Il semblait ainsi acquis qu'en cas de défaite de ceux-ci, le démembrement de l'Empire turc, consommé dans sa partie européenne depuis les guerres balkaniques de 1912-1913, serait achevé dans la partie asiatique. Aussi, si les armées du tsar ne connaissaient guère de succès en Europe, il en était tout autrement sur le front caucasien : dès 1916, Trébizonde était occupée. Mais l'espoir suscité se nourrissait de plus d'angoisse que d'enthousiasme, après qu'en 1915 avait débuté le génocide arménien, touchant les communautés arméniennes du Pont, minoritaires mais d'importance significative. Ce déchaînement de violence envers des populations civiles chrétiennes que les Pontiques étaient habitués à côtoyer leur montrait clairement qu'il n'y aurait, au terme de la guerre, plus le moindre espoir de coexistence pacifique avec les populations musulmanes, ce qui eut pour effet de briser leurs derniers scrupules de loyauté à l'égard de l'Empire ottoman. Dès lors, nombre d'entre eux prirent ouvertement les armes, soutenant l'armée russe par leur activité de guérilla contre les arrières des troupes ottomanes. Cette rébellion pontique, qui trouvait ses origines dans le banditisme et le brigandage traditionnels des montagnards, prit, à mesure que s'aggravaient les tensions entre communautés chrétiennes et musulmanes, un caractère de plus en plus insurrectionnel et organisé avec l'appui des Russes qui fournissaient armes et munitions, tandis que les quelques Arméniens du Pont rescapés du massacre faisaient cause commune avec eux. Sans doute les partisans n'ignoraient-ils pas que de leur détermination pourrait naître leurs chances de faire entendre leur voix auprès des Alliés une fois la victoire acquise, et, peut-être, de restaurer sous une forme ou une autre l'empire de Trébizonde.
L'inspirateur du mouvement de rébellion, son modèle, fut sans conteste Germanos Caravangelis, évêque de Castoria, qui s'était illustré en Macédoine dix ans plus tôt, tandis que, sur le terrain, dominait la figure de Chrysanthos, évêque de Trébizonde, qui s'était donné pour mission de protéger les populations civiles des massacres. Des comités se formèrent à Trébizonde tels que Pontos et Xénophon ou encore la Ligue pour la Décentralisation de Trébizonde et de la Région, basée à Constantinople. Du côté de la communauté turque du Pont, des associations rivales s'étaient pareillement constituées pour défendre ses intérêts.
C'est à la faveur de cette dernière qu'en 1918 la situation tourna comme la Révolution russe de l'année précédente et le traité de Brest-Litovsk du 3 mars mirent un terme aux hostilités entre la Russie et l'Empire ottoman. Les chrétiens d'Anatolie orientale, s'en trouvaient seuls exposés à la vindicte des musulmans, dont les défaites subies avaient décuplé la rancune, et qui se préparaient à tomber à bras raccourcis sur les Pontiques des vilayet occupés qui avaient ouvertement collaboré avec les Russes. Ainsi Trébizonde, abandonnée par les Russes, suivis dans leur retraite par beaucoup de Grecs, fut-elle reprise par les Turcs dès le 25 février. Les combats ne s'arrêtèrent pas pour autant, les maquisards se retranchant dans les montagnes d'où ils continuèrent à harceler les troupes ottomanes jusqu'après la fin du conflit.

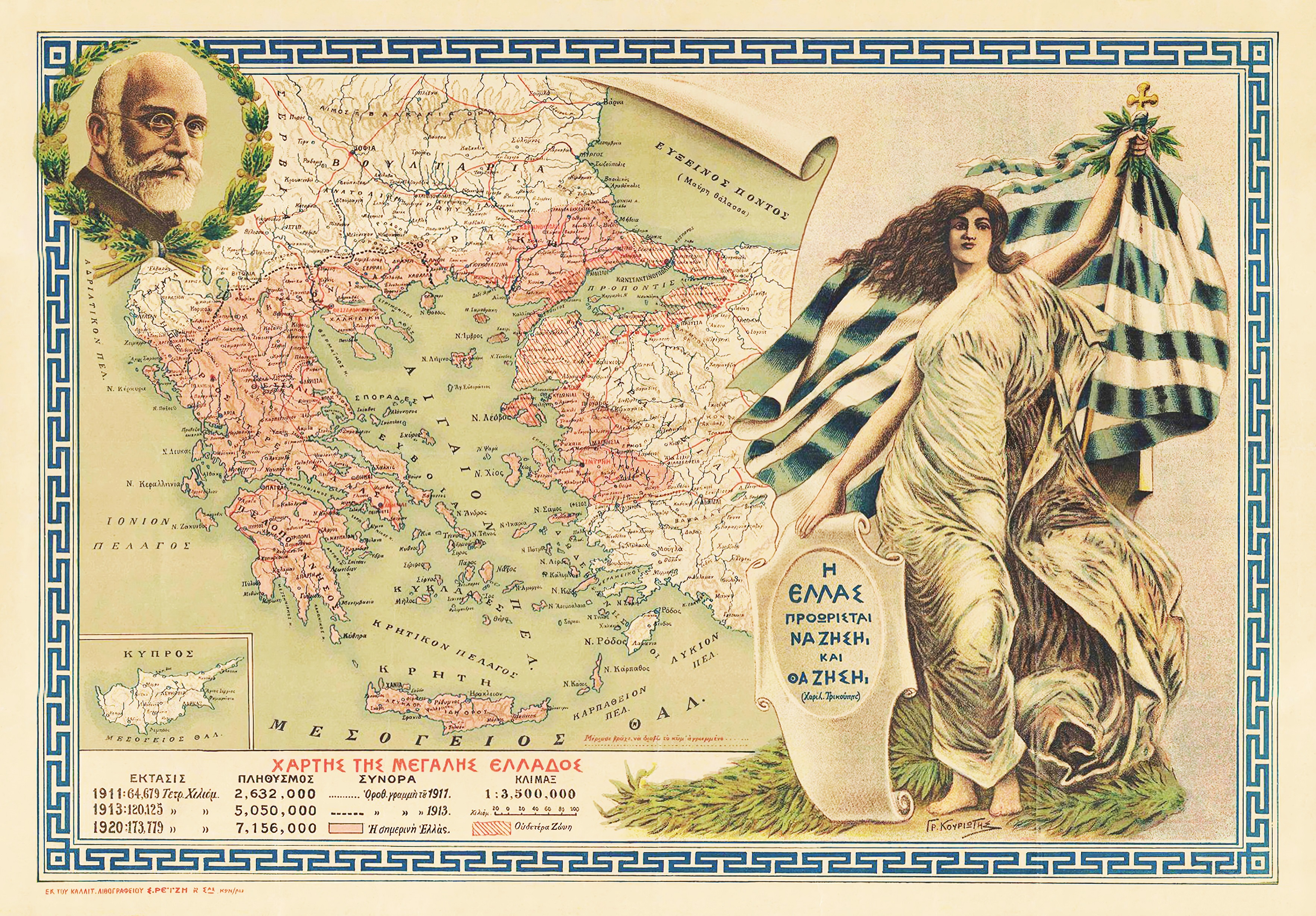
La « Grande Idée » : une Grèce qui s'étendrait sur les deux rives de la mer Égée, mais qui laisserait le Pont, trop excentrique, hors du nouvel empire.

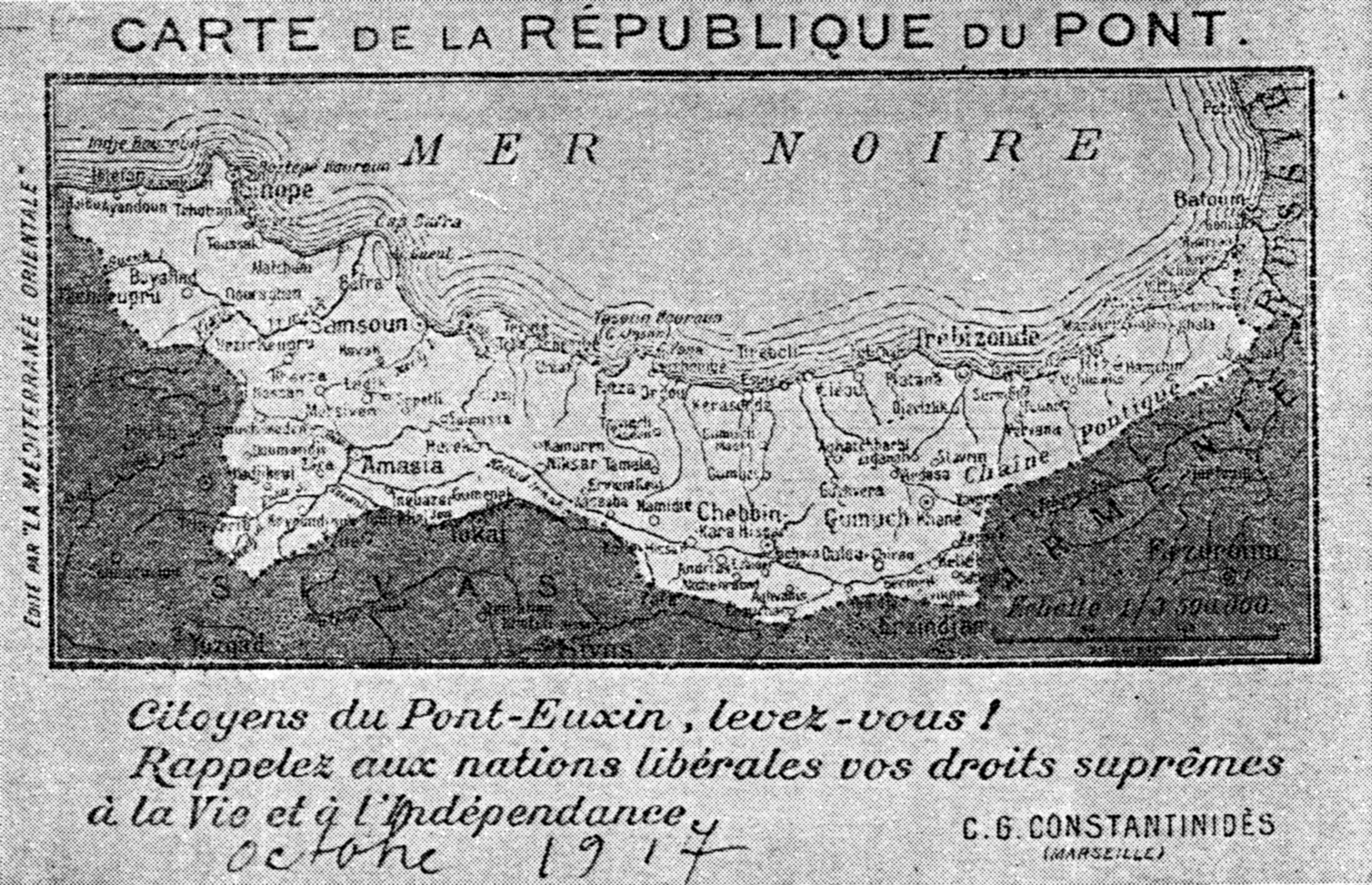
Tract imprimé en 1917 à Marseille par C. G. Constantinidès représentant la carte de la République du Pont dont il appelait de ses vœux à la création.

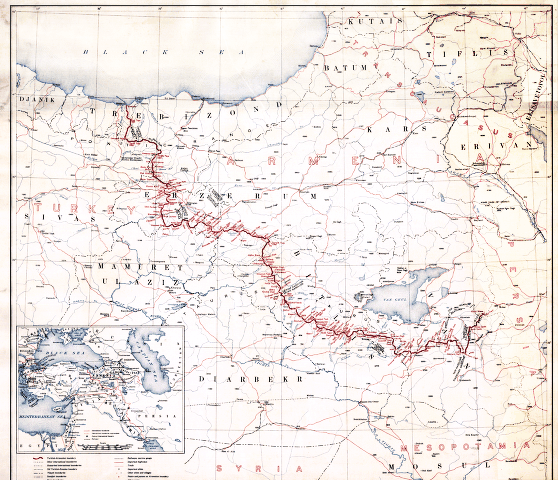
L'« Arménie wilsonienne », et le tracé, demeuré tout théorique, de sa frontière occidentale. La partie orientale du Pont, avec Trébizonde, était octroyée au nouvel État.

Si, à la fin de l'année 1918, Grecs et Arméniens se trouvaient en fâcheuse posture sur le terrain face aux Turcs, la victoire des Alliés et la chute de l'Empire ottoman, laissaient au contraire entrevoir une possible émancipation du peuple pontique. Trois solutions furent dès lors envisagées : le rattachement de la région à la République hellénique, l'indépendance d'une « République du Pont » ou la création d'une confédération ponto-arménienne. Aucune d'entre elles ne vit cependant le jour.
La première solution revenait à inscrire le Pont dans la « Grande Idée », cette politique prônée par la faction la plus nationaliste de la classe politique grecque, avec à sa tête Elefthérios Venizélos. Il s'agissait de réunir tous les Grecs d'Europe et d'Asie en un seul État : une quasi-restauration de l'Empire byzantin, en somme. Malgré un certain enthousiasme pour cette idée chez les Grecs du Pont (la conscience nationale grecque supplantant la conscience régionale), la région ne fut néanmoins jamais mentionnée dans le moindre plan : trop loin, elle ne pouvait raisonnablement pas être rattachée à l'État grec qui s'en tenait à une logique purement égéenne et répugnait à une intervention aussi lointaine. D'ailleurs, cette ambition se heurtait tout autant à l'hostilité des Alliés : les puissances européennes, Italie en tête, avaient des ambitions territoriales en Asie mineure, tandis que les États-Unis entendaient respecter tant les droits des populations turcophones qu'hellénophones, privilégiant plutôt l'idée d'un État autonome grec d'Asie mineure. Finalement, le traité de Sèvres n'octroya en Asie à la Grèce que la ville de Smyrne et sa région qui furent perdues dès 1922 face aux troupes kémalistes lors de la « Grande Catastrophe » (voir : Guerre gréco-turque (1919-1922)).
La deuxième solution, l'indépendance du Pont, fut envisagée par les partisans grecs locaux à partir de 1917-1918, surtout comme alternative à la « Grande Idée ». Mais une telle indépendance devait se gagner sur deux fronts : d'abord repousser sur place les assauts des troupes ottomanes puis kémalistes, puis sur le terrain diplomatique auprès des Alliés. Le principal activiste fut le journaliste Ktenidis, déjà volontaire lors des guerres balkaniques ainsi que Constantinidès, un Grec installé à Marseille qui tenta de mobiliser la communauté grecque de France sur la question pontique. Constantinidès traça lui-même une carte du nouvel État qu'il espérait voir naître au sortir du conflit, tandis que Thoides réalisait une proposition de drapeau qui reprenait les couleurs grecques avec une aigle de Sinope sur la croix. Malgré toute leur bonne volonté, l'idée ne retint guère l'attention des diplomates, alors que les Kémalistes étaient parvenus, par leurs victoires, à empêcher toute tentative d'ingérence occidentale dans le tracé des frontières de la jeune Turquie.
La troisième solution, celle d'une confédération alliant les peuples arméniens et pontiques fut la plus sérieusement étudiée par les puissances européennes. Elle avait particulièrement la faveur du président des États-Unis, Woodrow Wilson, ainsi que celle du Royaume-Uni. Il s'agissait de céder à la république d'Arménie en cours de formation la moitié orientale du Pont avec Trébizonde, ce qui aurait eu le double avantage d'offrir un port à ce pays et de mettre les populations chrétiennes du Pont sous la protection d'un État lui aussi chrétien. Beaucoup de Pontiques étaient hostiles à cette idée : le futur État serait, culturellement, à très nette dominante arménienne, et ils craignaient de voir l'hellénisme pontique marginalisé. En outre, toute la partie occidentale du Pont, au-delà de la ville de Samsun, était abandonnée aux Turcs. Face à l'échec du projet d'une république pontique indépendante, notamment dû à l'intransigeance britannique, on se résolut toutefois à faire contre mauvaise fortune bon cœur, et à simplement faire pression pour la sauvegarde des intérêts des Grecs face aux Arméniens. Wilson fit ainsi élaborer une proposition de frontières pour le nouvel État (voir ci-contre) sur lequel son pays devait exercer un mandat : « l'Arménie wilsonienne ». Malheureusement pour la cause des chrétiens d'Orient, le Sénat préféra suivre une politique isolationniste et refusa le mandat américain sur l'Arménie. Dès lors, si le traité de Sèvres, signé par les Alliés le 10 août 1920 offrait bien à l'Arménie les frontières proposées par Wilson celles-ci demeuraient toutes théoriques. En effet, livrée à elle-même, entre kémalistes et bolcheviques, l'Arménie fut bientôt écrasée lors de la guerre arméno-turque de l'automne 1920. Par le traité de Kars (13 octobre 1921) la nouvelle RSS d'Arménie renonçait aux territoires qui lui avaient été attribués, situation entérinée à l'international par le traité de Lausanne (24 juillet 1923).
Au cours des années qui suivirent immédiatement la Première Guerre mondiale (1919-1923), le Pont eut à connaître une seconde vague génocidaire, après que la composante arménienne de sa population eut été victime de la folie meurtrière du gouvernement Jeune-Turc quelques années plus tôt, lors du génocide arménien de 1915-1916. Sans être à proprement parler une province arménienne, le Pont abritait une importante communauté arménienne depuis le Moyen Âge, notamment dans sa capitale, Trébizonde (Տրապիզոն en arménien). Dès lors, les Arméniens du Pont ayant été « liquidés » ou refoulés vers ce qui allait devenir la RSS d'Arménie, il ne restait plus, pour achever de l'œuvre de purification ethnique, que de faire des populations hellénophones et de confession chrétienne orthodoxe les victimes de sa seconde et ultime phase.
Le terme de « génocide » à propos des massacres commis par les Turcs à l'encontre des populations grecques pontiques doit être employé entre guillemets. En effet, celui-ci n'a, contrairement au Génocide arménien, jamais été reconnu comme tel par les instances internationales. Néanmoins, comme déjà indiqué plus haut, le « génocide grec pontique » fit vraisemblablement autour de 350 000 victimes et contribua à vider ce territoire de sa population originelle.
Aujourd'hui, le principal problème historiographique qui se pose est celui de la part du caractère intentionnel et prémédité dans l'accomplissement d'un « génocide » à l'encontre des populations pontiques et de celle de l'improvisation, du caractère circonstanciel, des exactions commises. Cela revient en quelque sorte au débat entre intentionnalistes et fonctionnalistes à propos de la Shoah. La comparaison s'arrête là : les débats apparaissent sur le sujet moins intellectuels et davantage partisans à propos du « génocide pontique ». Ainsi, pour la Turque Leyla Neyzi, qui reconnaît la réalité des massacres, la mort des populations pontiques fut plutôt due aux mauvais traitements infligés lors des déplacements de populations, ou à l'exploitation systématique de cette main-d'œuvre asservie, sans égard pour leur survie. D'autres historiens, parmi lesquels les collaborateurs de Michel Bruneau, directeur d'un ouvrage sur la diaspora pontique, affirment avec davantage de force que le « génocide grec pontique » fut bien le produit de la volonté des autorités turques. Quoi qu'il en soit, le « génocide grec pontique » se distingue du génocide arménien par ses commanditaires : kémalistes pour le premier, Jeunes-Turcs ottomans pour le second.

#### Le Pont dans la République turque (de 1923 à nos jours)
Avec l'échange de population du début des années 1920 entre la Turquie et la Grèce, environ 400 000 Grecs pontiques furent forcés d'émigrer vers la Grèce, tandis 65 000 autres choisirent de rejoindre l'U.R.S.S.. Si l'on ajoute à cela les centaines de milliers de Pontiques qui avaient déjà émigré vers la Russie au cours du XIXe siècle (notamment vers la région de Stavropol et l'Abkhazie), et les quelque 350 000 victimes du « génocide grec pontique », on comprend à quel point la composition ethnique de la région se trouva en quelques années complètement bouleversée, l'élément grec et arménien ayant quasi totalement disparu au profit des seuls Turcs (qui se confondent en réalité bien souvent avec des Pontiques islamisés) et d'une poignée de Lazes musulmans des montagnes de l'arrière-pays que la politique kémaliste d'assimilation des minorités allait, comme le peuple kurde plus au sud, s'efforcer de turciser complètement avec plus ou moins de succès.

### Ouvrages scientifiques
- Bruneau, Michel (dir.) : Les Grecs pontiques. Diaspora, identité, territoires, Paris, Éditions du CNRS, 1998, 256 p.
- Émile Janssens, Trébizonde en Colchide, t. XL, Bruxelles, Presses universitaires de Bruxelles, coll. « Travaux de la Faculté de Philosophie et Lettres », 1969, 303 p..
- Miller, William : Trebizond the Last Greek Empire, Londres, Society for Promoting Christian Knowledge, 1926.
- Millet, Gabriel et Rice, David T. : Byzantine Painting at Trebizond, Londres, éd. G. Allen & Unwin, 1936.
- Rémy, Bernard : « Royaume du Pont », in Jean Leclant (dir.), Dictionnaire de l’Antiquité, Paris, PUF, coll. « Quadrige », 2005, 2464 p. (ISBN 2-13-055018-5).
- Sartre, Maurice : « Province romaine du Pont », in Jean Leclant (dir.), Dictionnaire de l’Antiquité, Paris, PUF, coll. « Quadrige », 2005, 2464 p. (ISBN 2-13-055018-5).

### Romans
- Macaulay, Rose, The Towers of Trebizond, Londres, Collins, 1956, 227 p. (traduction française : Phébus, 1995).
- Macé-Scaron, Joseph, Trébizonde avant l'oubli, Paris, Robert Laffont, 1990, 206 p.

### Œuvre cinématographique (fiction)
- Ustaoğlu, Yeşim, En attendant les nuages (titre original : Bulutları Beklerken), Silkroad Production, 2004.